# Saint-Jean-de-Luz
Cet article possède un paronyme, voir Saint-Jean-de-Losne.
Pour les articles homonymes, voir Saint-Jean.
Saint-Jean-de-Luz (prononcé : /sɛ̃ ʒɑ̃ də lyz/ ; en basque : Donibane Lohizune) est une commune française située dans le département des Pyrénées-Atlantiques, en région Nouvelle-Aquitaine.
Le gentilé est Luzien (ou Donibandar en basque).

## Géographie

### Situation
La commune fait partie de la province basque du Labourd et de l'aire d'attraction de Bayonne située dans son unité urbaine ainsi que de l'Eurocité basque Bayonne - San Sebastian.
Saint-Jean-de-Luz partage avec Ciboure la baie de Saint Jean de Luz, dans le Golfe de Gascogne, les deux villes formant la même agglomération.
La baie de Saint Jean de Luz est la seule rade abritée entre Arcachon et l'Espagne. Grâce à ses digues qui la protègent des colères de l'océan Atlantique, elle a la faveur des baigneurs et est devenue une station balnéaire réputée de la côte basque. La station balnéaire est de création relativement récente mais le port, lui, est très ancien, puisqu'il date de la préhistoire.

### Communes limitrophes
Les communes limitrophes sont Guéthary, Ahetze, Ascain, Bidart, Ciboure et Saint-Pée-sur-Nivelle.
| Golfe de Gascogne | Guéthary          | Bidart                |
|                   | Saint-Jean-de-Luz | Ahetze                |
| Ciboure           | Ascain            | Saint-Pée-sur-Nivelle |

### Géologie et relief

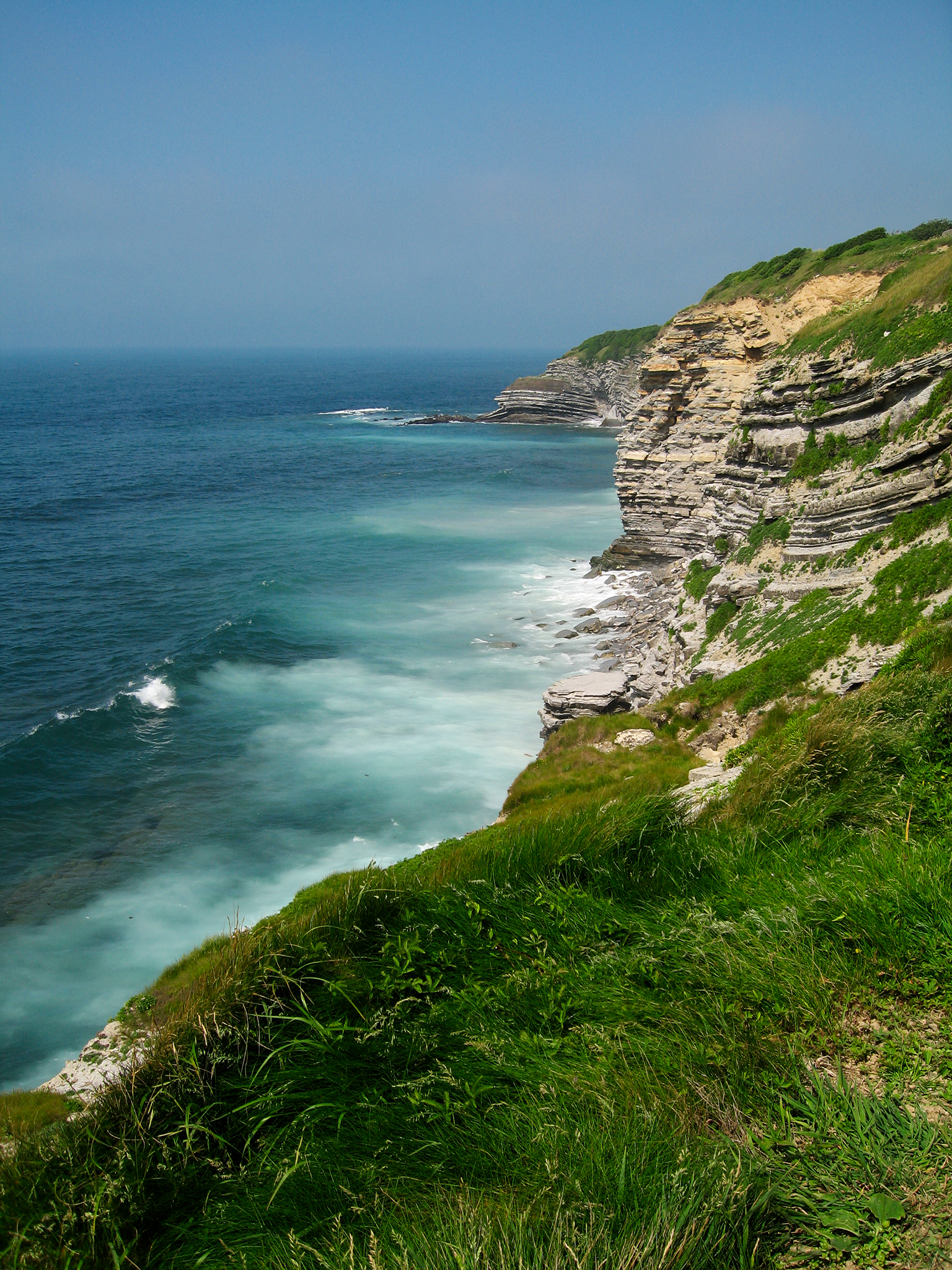
Falaise.

La commune a 84 mètres pour altitude maximale.

### Hydrographie
Les terres de la commune sont arrosées par la Nivelle et par ses affluents, les ruisseaux d’Etxeberri, d'Isaka et de Xantako. Un autre fleuve côtier, le ruisseau de Basarun, ainsi que son tributaire, le ruisseau de Mendi, traversent Saint-Jean-de-Luz. La partie basse de ce dernier cours d'eau a été canalisée ; le débouché littoral du Mendi se situe à la plage d'Erromardie. Un affluent de l'Uhabia, fleuve côtier de la commune voisine de Bidart, et le ruisseau d'Amisola, passent également sur les terres de la commune.

### Climat
Pour des articles plus généraux, voir Climat de la Nouvelle-Aquitaine et Climat des Pyrénées-Atlantiques.
Historiquement, la commune est exposée à un micro climat océanique basque.
En 2020, Météo-France publie une typologie des climats de la France métropolitaine dans laquelle la commune est exposée à un climat de montagne et est dans la région climatique Pyrénées atlantiques, caractérisée par une pluviométrie élevée (>1 200 mm/an) en toutes saisons, des hivers très doux (7,5 °C en plaine) et des vents faibles.
Pour la période 1971-2000, la température annuelle moyenne est de 14,1 °C, avec une amplitude thermique annuelle de 12 °C. Le cumul annuel moyen de précipitations est de 1 375 mm, avec 13,4 jours de précipitations en janvier et 8,4 jours en juillet. Pour la période 1991-2020, la température moyenne annuelle observée sur la station météorologique la plus proche, située sur la commune de Ciboure à 1 km à vol d'oiseau, est de 15,0 °C et le cumul annuel moyen de précipitations est de 1 521,3 mm,. Pour l'avenir, les paramètres climatiques de la commune estimés pour 2050 selon différents scénarios d’émission de gaz à effet de serre sont consultables sur un site dédié publié par Météo-France en novembre 2022.

## Urbanisme

### Typologie
Au 1er janvier 2025, Saint-Jean-de-Luz est catégorisée centre urbain intermédiaire, selon la nouvelle grille communale de densité à sept niveaux définie par l'Insee en 2022.
Elle appartient à l'unité urbaine de Bayonne (partie française), une agglomération internationale regroupant 28  communes, dont elle est une commune de la banlieue,,. Par ailleurs la commune fait partie de l'aire d'attraction de Bayonne (partie française), dont elle est une commune de la couronne,. Cette aire, qui regroupe 56 communes, est catégorisée dans les aires de 200 000 à moins de 700 000 habitants,.
La commune, bordée par l'océan Atlantique, est également une commune littorale au sens de la loi du 3 janvier 1986, dite loi littoral. Des dispositions spécifiques d’urbanisme s’y appliquent dès lors afin de préserver les espaces naturels, les sites, les paysages et l’équilibre écologique du littoral, tel le principe d'inconstructibilité, en dehors des espaces urbanisés, sur la bande littorale des 100 mètres, ou plus si le plan local d’urbanisme le prévoit.

### Occupation des sols

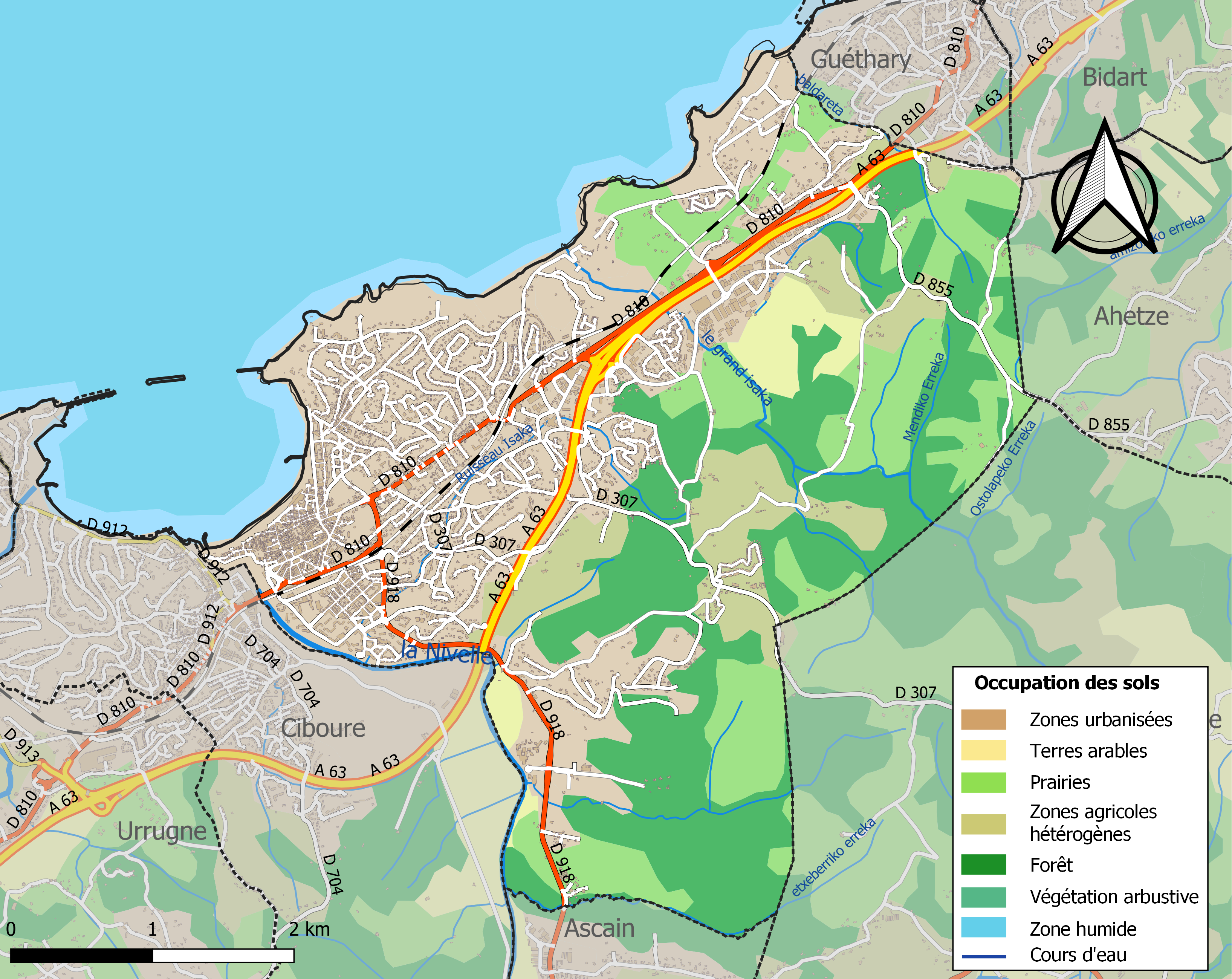
Carte des infrastructures et de l'occupation des sols de la commune en 2018 (CLC).

L'occupation des sols de la commune, telle qu'elle ressort de la base de données européenne d’occupation biophysique des sols Corine Land Cover (CLC), est marquée par l'importance des territoires artificialisés (44,9 % en 2018), en augmentation par rapport à 1990 (37,2 %). La répartition détaillée en 2018 est la suivante :
zones urbanisées (31,3 %), forêts (24,8 %), prairies (16,2 %), espaces verts artificialisés, non agricoles (10,4 %), zones agricoles hétérogènes (9,3 %), zones industrielles ou commerciales et réseaux de communication (3,1 %), terres arables (2,8 %), zones humides côtières (2 %), eaux maritimes (0,1 %).
L'IGN met par ailleurs à disposition un outil en ligne permettant de comparer l’évolution dans le temps de l’occupation des sols de la commune (ou de territoires à des échelles différentes). Plusieurs époques sont accessibles sous forme de cartes ou photos aériennes : la carte de Cassini (XVIIIe siècle), la carte d'état-major (1820-1866) et la période actuelle (1950 à aujourd'hui).

### Quartiers

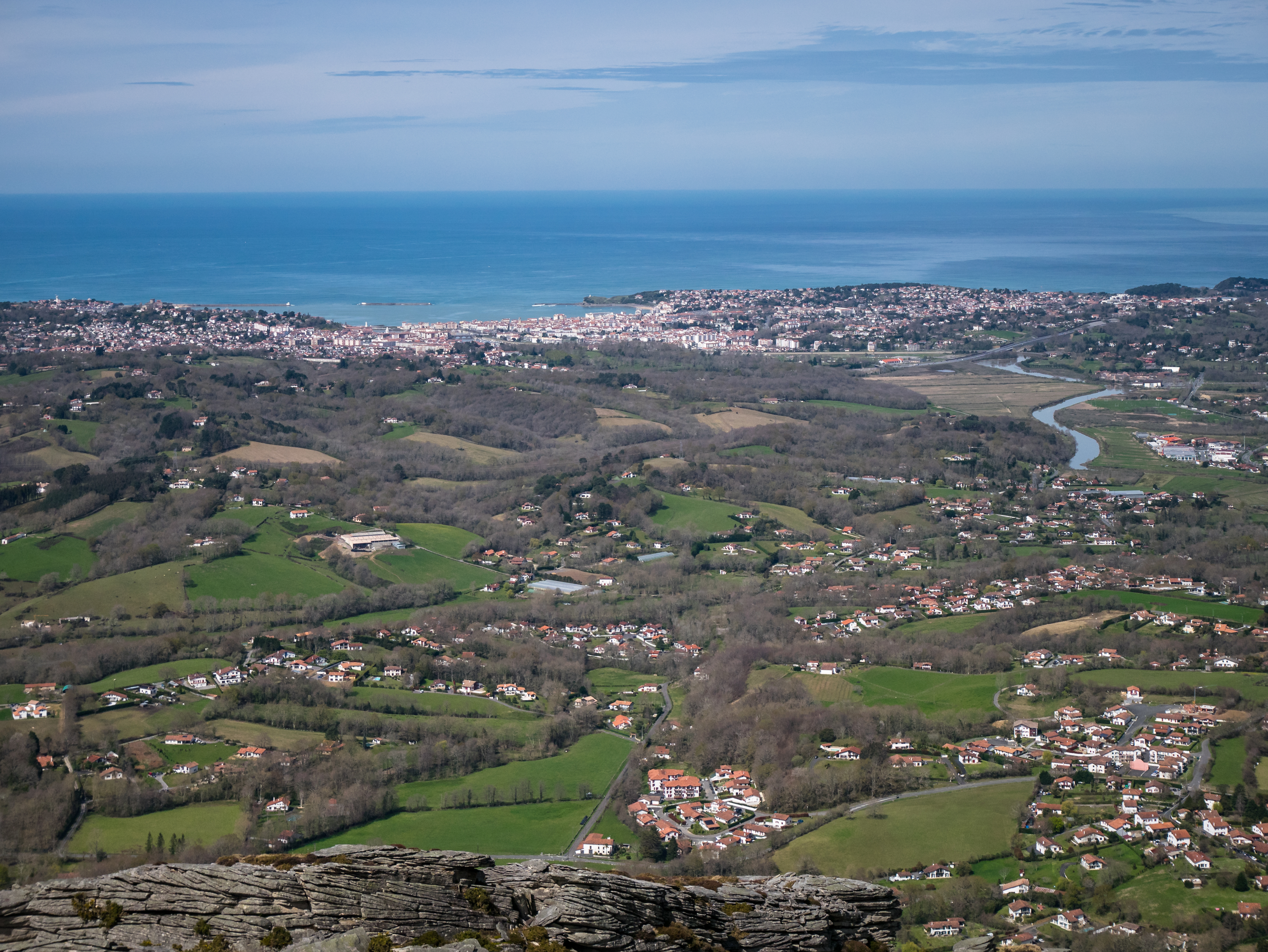
Panorama de Saint-Jean-de-Luz.

- Errepira ;
- Erromardie ;
- La Route de Bayonne ;
- Urdazuri ;
- Jalday ;
- Chantaco ;
- Layatz ;
- Le quartier du Lac ;
- Acotz.

### Morphologie urbaine
La commune est constituée de plusieurs lieux-dits et hameaux :
- Acotz ou Akotze ;
- Allots ;
- Alturan ;
- Basa Beltz ;
- Baleinia ;
- Centre ;
- Chantaco ;
- Erromardie ;
- Etxebiague ;
- Fargeot ;
- Habas ;
- Haize Errota ;
- Elgar ;
- Itxaka ;
- Karsinénéa ;
- Jaldai (industriel) ;
- Lac ;
- Laiatz (industriel) ;
- Moleressenia ;
- Sainte-Barbe ;
- Saint-Joseph ;
- Serres (ancienne commune intégrée à Ascain et Saint-Jean-de-Luz) ;
- Urdazuri ;
- Urquijo ;
- Urthaburu.

#### Erromardie
Immédiatement au sud d'Acotz se trouve le quartier d'Erromardie, qui fait la transition entre la zone périurbaine et l'urbanisation de l'agglomération luzienne proprement dite. Le quartier a une forme grossièrement triangulaire, étirée entre sa base, à l'ouest, constituée par la plage d'Erromardie (en fait, deux plages séparées l'une de l'autre par un cours d'eau, le Grand Ichaca (du basque Isaka qui signifie « fossé ») et une pointe matérialisée par le croisement entre la ligne de chemin de fer et la D 810, qui l'enjambe au lieu-dit du Pavillon Bleu. Au nord du quartier on trouve une zone dunaire et marécageuse, mais bien drainée, et en partie urbanisée, qui forme le prolongement naturel des paysages d'Acotz et comprend quelques campings. L'absence de liaison routière directe entre Erromardie et Acotz (sauf quand la navette des plages « Itzulia » desservait en saison toutes les plages par le bord de mer) donne une identité spécifique au quartier, bordé au sud par une colline lotie dans les années 1960 (villas d'Ibignary, entre autres) mais sur laquelle se construisent actuellement de nouvelles demeures. Entre la plage d'Erromardie et la pointe d'Archilua (croix votive), en bord de mer, on trouve quelques garennes, de vastes jardins mais aussi l'ancien site d'un skatepark (en cours de démantèlement et délaissé de longue date par la jeunesse locale au profit d'un équipement plus modeste mais installé en centre-ville) et, surtout, le site des arènes de plein air (démontables) où se produisent durant la saison estivale les vachettes d'Intervilles (dans le cadre de spectacles « landais » au cours desquels les spectateurs sont invités à devenir des acteurs : course d'ânes, toro-piscine, etc.) Les plages d'Erromardie ont un fond rocheux (les nageurs doivent y prendre garde à marée basse) mais elles sont un terrain de jeu idéal pour les plongeurs en apnée et autres pêcheurs sous-marins. Curiosités à signaler : la faune du site d'Erromardie est particulièrement riche et facile à observer (lapins et écureuils dans les dunes, aperçus aux heures calmes du petit matin, cormorans, poissons et poulpes côté océan, sans compter de nombreux oiseaux). Le ramassage des algues et le nettoyage régulier de la plage sont liés à la valorisation industrielle des algues (pratique du ramassage sur toutes les plages de la commune). À noter l'identité spécifique du lotissement Argi Eder, ouvert sur le rond-point qui marque, sur la route de Bayonne, l'entrée dans la zone urbaine dense, comme celle du lieu-dit Etchebiague (en fait un lotissement et un bloc de maisons individuelles, situés de part et d'autre de la voie ferrée SNCF, parallèle à la route de Bayonne,).

#### La «campagne» luzienne
À l'est de la commune, au-delà d'une ligne Uhalden Borda - ferme Jaldai - Sopitenea - Billitorte, s'étend une très vaste zone d'aspect encore rural, correspondant en gros au quartier de Chantaco et aux marges rustiques de l'espace luzien, vers les communes d'Ahetze et Saint-Pée-sur-Nivelle. Cet espace, encore voué pour l'essentiel aux bois, champs et pacages, s'étend des abords de la route d'Ostalapia, vers Ahetze, au nord (soit à gauche de la D 810 quand on arrive en ville depuis Biarritz) jusqu'à la Nivelle au sud. Les écarts, nombreux, situés autour d'une vieille ferme basque (Anderenea, Indiazabal, Martienea), d'un château (Fagosse) ou du site d'un ancien village déchu de son statut communal (Serres) ont chacun leur personnalité et mitent le paysage ; la construction de belles villas vient renforcer ce processus, comme le projet de construire des logements (livraison en 2010 de l'éco-quartier Alturan) à proximité du chenil - lequel serait à terme transféré vers Jalday). De nombreux rus et ruisseaux (en basque, errekak) irriguent le secteur et quelques plans d'eau ont été aménagés ; on pratique encore la chasse sur ce territoire accidenté agrémenté de bosquets touffus, en utilisant notamment des appâts volants. Le noyau le plus densément urbanisé de cette frange orientale et très verte du territoire communal se trouve au sud, au-dessus des basses terres de la Nivelle (zones inondables dites « barthes ») à proximité immédiate du golf et de l'hôtel portant le nom du quartier Chantaco. Cette sortie de ville (vers Ascain par la D 918) est en plein développement, après la construction déjà relativement ancienne d'établissements scolaires (un collège, un lycée professionnel) et d'équipements sportifs (terrains de football et de rugby, salle polyvalente, tennis, garage pour l'aviron) au bord du fleuve puis l'implantation récente d'une piscine « sports et loisirs ». On peut considérer que le quartier de Chantaco proprement dit se limite aux seuls environs du golf, là où court le ruisseau de Chantaco, lequel se jette dans l'étang de Billitorte, en fait un méandre de la Nivelle utilisé jadis pour faire fonctionner un moulin à marée. La tranquillité de cette « campagne » luzienne, seulement effleurée à l'ouest par l'autoroute A63, dont le tracé sert en quelque sorte de limite à la ville proprement dite, pourrait être remise en cause par la pression qu'exerce la poussée urbaine sur ce type d'espace périphérique. La réalisation d'une rocade routière permettant de désengorger le centre de l'agglomération est discutée (un projet d'échangeur et de deuxième pont a été ajourné par l'équipe municipale actuelle à proximité du franchissement de la Nivelle par l'autoroute) et une ligne ferroviaire à grande vitesse pourrait transiter dans ce secteur. Déjà, l'extension des activités industrielles et commerciales sur le site de Jalday a conduit à la décision d'étendre considérablement la superficie de la zone d'activité (Quiksilver Europe).

#### Jaldai (Jalday) et Urthaburu (Urtaburu)
Jaldai n'est pas une ZAC ordinaire, mais doit son nom à une très belle ferme du XVIIe siècle, enclavée aujourd'hui dans une zone comportant des commerces (un hypermarché, notamment, mais aussi une boulangerie, des garages, etc.) et des usines, bureaux et entrepôts (conception et commercialisation de sportswears, logistique et mareyage, etc.). La zone de Jalday abrite de grandes entreprises connues dans toute l'Europe et même au-delà. On peut citer Quiksilver, B. Braun, Bioluz ou encore le groupe Olano spécialisé dans le transport frigorifique. Quelques habitations sont implantées au beau milieu de la zone, mais le principal secteur résidentiel jouxtant le parc d'activités est Urthaburu (écrit aussi sans « H » comme on peut lire parfois « Jaldai » avec un « Y »).
Il s'agit de tout le quartier, en forme de triangle, compris entre le Grand Ichaca, l'autoroute A63 et l'avenue Lahanchipia (probablement « la petite lande »), et desservi par la rue d'Urthaburu. En réalité, cet axe sépare du lotissement Urtaburu proprement dit, au nord-est, la ferme et le lotissement Arrieta. Le nom d'Urtaburu a sans doute un rapport avec l'humidité de la zone, inondable mais en principe protégée aujourd'hui par le recalibrage du lit du ruisseau (buru, la tête, peut désigner une extrémité ou un sommet, et l'on reconnaîtra éventuellement dans urta la racine ur pour eau - urtatu signifiant « tremper » ; cependant Urtaburu est aussi le nom d'une petite montagne au Pays basque espagnol et a pu désigner la colline au Sud du quartier avant de passer au dit quartier). Un ancien moulin à demi ruiné était encore visible à l'entrée du quartier jusqu'aux travaux récents de recalibrage de l'autoroute A 63 ; l'échangeur de Saint-Jean-de-Luz-nord reste sous-dimensionné. La pression foncière se renforce dans ce quartier encore résidentiel où viennent d'être bâtis des logements collectifs, un centre de dialyse et une maison de retraite.

#### Les quartiers denses

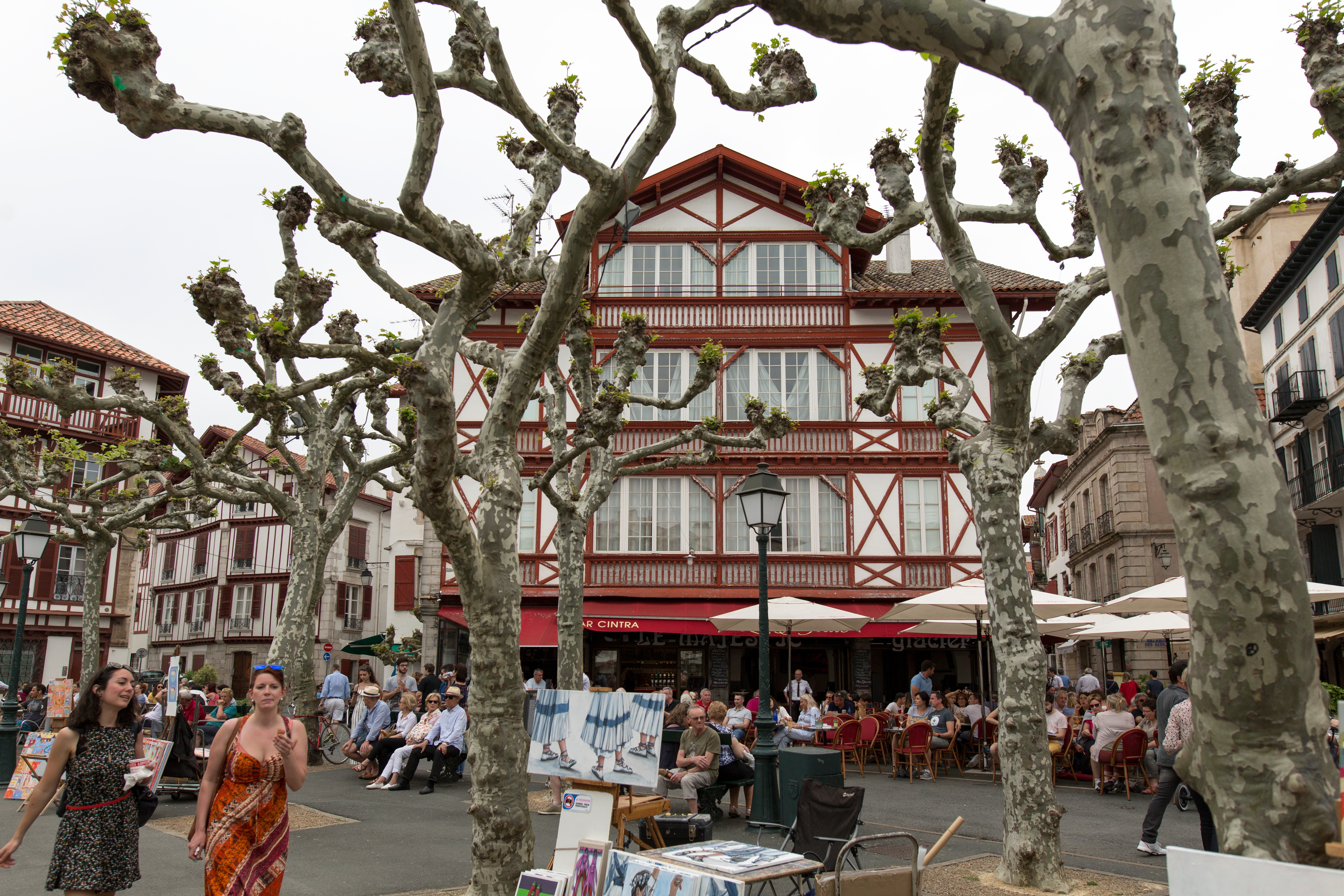
La place Louis XIV.

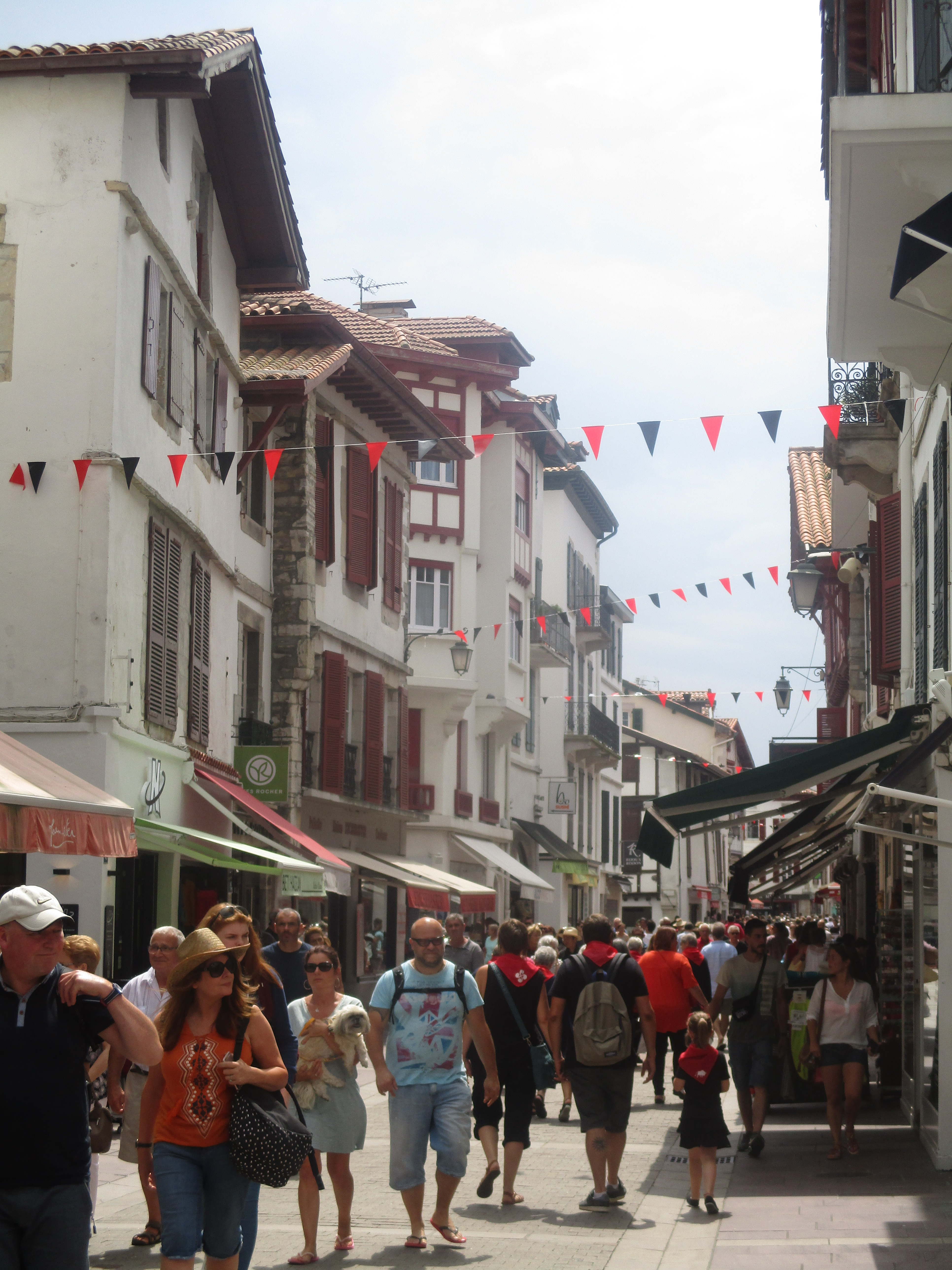
La rue Gambetta en juin.

La municipalité n'a pas procédé à une délimitation nette des différents quartiers, qui imposerait une vision administrative de leurs délimitations (il n'y a pas de sectorisation en matière scolaire, par exemple). Mais certains quartiers ont cependant une personnalité indiscutable.
Le centre-ville correspond grosso modo au Vieux-Saint-Jean, limité par le port, la rue du Midi et le boulevard Thiers, mais s'étend, autour du boulevard Victor-Hugo, bien au-delà du site initial de la « cité des Corsaires ». Un vaste secteur piétonnier (restaurants, magasins) relie la mer (promenade Jacques-Thibaud) à la « grand rue » (karrika handia baptisée du nom de Gambetta) laquelle débouche sur la place Louis XIV et ses accueillantes terrasses (kiosque à musique et exposition de peintures en saison). Autour des halles et de la gare s'organise une vie de quartier dynamisée par la présence du marché (très actif les mardis et vendredis matin) et l'implantation récente d'un complexe cinématographique.
Sur le plan architectural, la commune n'a pas subi (au contraire de certaines de ses voisines) une inflation de constructions verticales récentes sur son front de mer, mais le cœur de ville présente peu de bâtiments anciens (la maison Ezkerrenea avec le restaurant « Kaiku » rue de la République, ancienne gendarmerie, est la plus vieille demeure conservée ; elle date du XVIe siècle et elle est classée). La ville renvoie une image assez éclectique, quoique pittoresque. Il est question de classer et protéger en partie son patrimoine bâti qui a parfois souffert certains outrages ; c'est ainsi que la Pergola (réalisation de Mallet-Stevens) a été défigurée par l'ajout d'étages supplémentaires.
Au sud de la gare, le quartier d'Urdazuri a « tout d'une ZUP » sauf les défauts de celles-ci. Aménagé dans les années 1960–1970 sur des terrains humides, il doit son nom à la Nivelle (Urdazuri en est le nom basque, d'après le site de sa source, au-delà de la frontière des Pyrénées : l'eau d'Urdax). Malgré un relatif enclavement (coupure du tissu urbain par la voie SNCF) et un urbanisme sans grande originalité, c'est un quartier situé en bord de fleuve (vues sur les montagnes), qui dispose de services variés (écoles, aires de jeu, collège-lycée, chapelle, commerces) sans ignorer la proximité dont il jouit par rapport au centre-ville et aux plages.
Le quartier Ichaca (ou Itxaka) ou celui du Lac, fortement résidentiels, ont des associations actives.
Le quartier du Fargeot est peut-être le plus densément peuplé de toute la ville, l'habitat collectif s'y étant progressivement substitué aux activités économiques (anciens sites de transformation du poisson, reconvertis).
D'autres quartiers souffrent d'être en grande partie inhabités l'hiver (avenue de l'Océan, rue Vauban , etc.).
La transformation du tissu urbain luzien est telle que les appellatifs conservent parfois le souvenir de l'époque pré-industrielle sans plus renvoyer de nos jours à une réalité incontestable. C'est ainsi que l'on évoque le quartier Aïcé Errota (Haize Errota : le moulin à vent) pour désigner le bord de mer à hauteur de « la digue aux chevaux » ou la rue et le groupe scolaire homonymes situés beaucoup plus haut, au-delà du fronton et face au Jai Alai.

### Logements

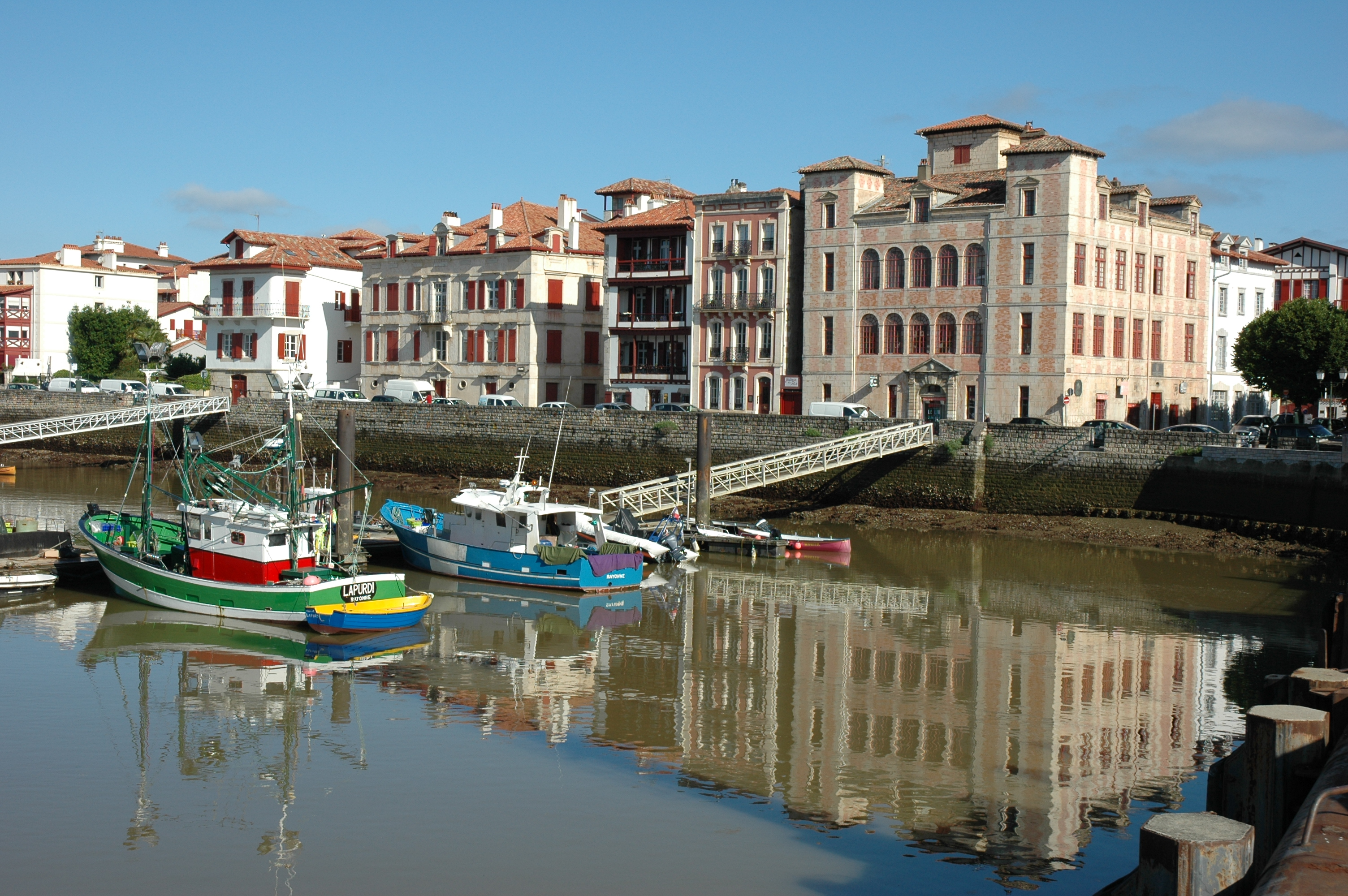
Le quai de l'Infante, avec la maison de l'Infante.

À Saint-Jean-de-Luz, ville axée sur le tourisme et dont les prix immobiliers sont par conséquent très élevés, 53 % de la population vit en résidence principale sur 12 635 logements. Des programmes sociaux sont prévus pour tenter de corriger les tendances récentes au dépeuplement et au vieillissement (la commune abrite des seniors et retraités plus riches que la moyenne nationale, mais des actifs plutôt moins aisés, et offrent un parc privilégiant les dimensions moyennes ou faibles).

### Projets d'aménagement
La ville de Saint-Jean-de-Luz a récemment aménagé le "cœur de ville" : piétonnisation autour de la place Louis XIV mais construction d'un parking souterrain aux abords du parvis des halles. Une piste cyclable a également été créée entre le port de pêche et la plaine des sports de Chantaco. La commune a commencé les travaux d'aménagements de la place Foch, avec une restructuration de l'espace public et la création d'un parking souterrain a 7 niveaux,.

### Voies de communication et transports

#### Axes routiers
Saint-Jean-de-Luz s'étend de part et d'autre de la RD 810, ancienne route nationale 10. L'agglomération est desservie par l'autoroute A63 : sorties 3 (Saint-Jean-de-Luz nord) et 2 (Saint-Jean-de-Luz sud).

#### Transports ferroviaires
La gare de Saint-Jean-de-Luz - Ciboure est une gare sur la voie ferroviaire SNCF Bordeaux-Irun à la limite des villes dont elle porte le nom.
Tous les jours, plusieurs trains TGV, TER Nouvelle-Aquitaine et Intercités assurent la liaison entre Hendaye, Bordeaux, Pau, Toulouse et la capitale, avec un terminus à la gare de Paris-Montparnasse. Une halte routière est située à proximité immédiate de la gare ainsi que des taxis.

#### Transports en commun

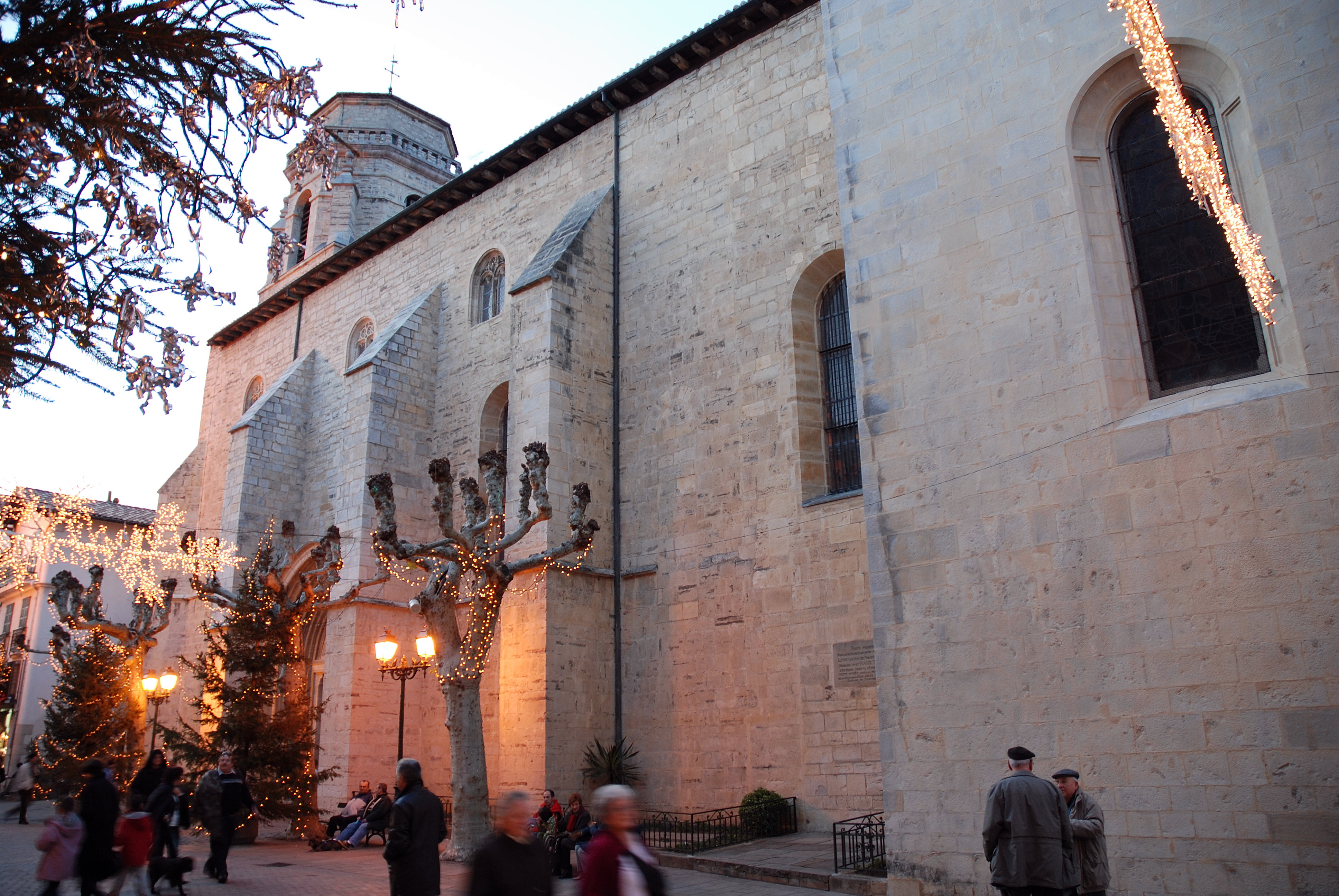
Extérieur de l'église Saint-Jean-Baptiste.

Saint-Jean-de-Luz est desservie par plusieurs lignes du réseau Txik Txak, les lignes urbaines 3, 4, 16, 17, 18, 26, 45 et 46, dont la halte routière en est le pôle de correspondance majeur.
Deux lignes Blablabus et deux lignes Flixbus s'arrêtent au niveau de la gare halte routière, avec comme terminus Saint-Sébastien en Espagne, Paris et Toulouse.

#### Pistes cyclables

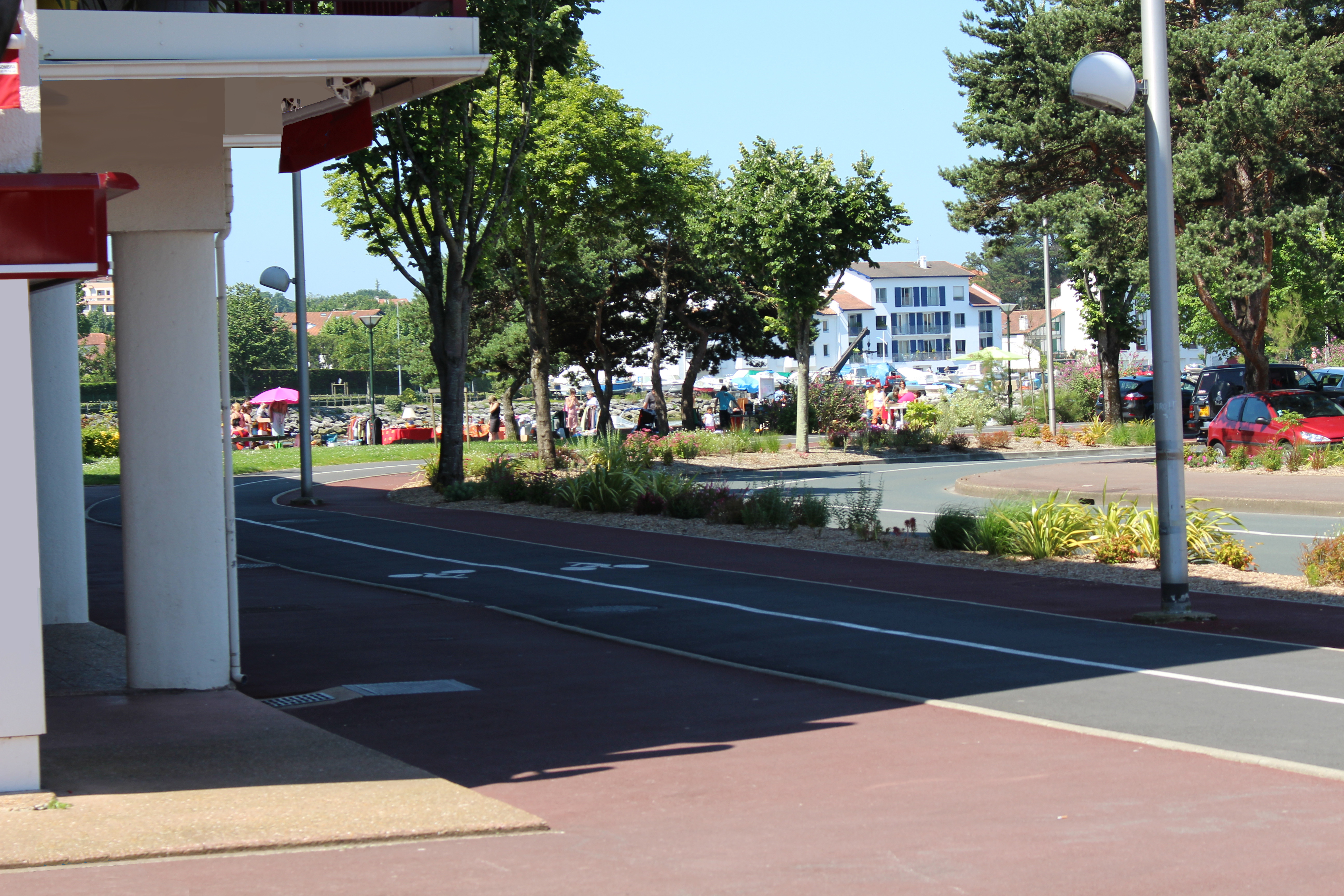
Piste cyclable à Saint-Jean-de-Luz reliant le centre-ville à la zone sportive et scolaire de Chantaco.

Une piste cyclable existe entre Ascain, la plaine des sports de Chantaco et le port de Saint-Jean-de-Luz, et la véloroute Atlantique passe par Saint-Jean-de-Luz, en site propre. De par la topographie de la commune, avec des pentes très importantes, et peu d'infrastructures, le vélo n'est pas un moyen de transport très répandu dans la ville, comme le montre l'enquête de la FUB, qui a, en 2021 attribué une note « défavorable » à la ville.

### Risques majeurs
Le territoire de la commune de Saint-Jean-de-Luz est vulnérable à différents aléas naturels : météorologiques (tempête, orage, neige, grand froid, canicule ou sécheresse), inondations, mouvements de terrains et séisme (sismicité modérée). Il est également exposé à deux risques technologiques, le transport de matières dangereuses et la rupture d'un barrage. Un site publié par le BRGM permet d'évaluer simplement et rapidement les risques d'un bien localisé soit par son adresse soit par le numéro de sa parcelle.

#### Risques naturels
La commune fait partie du territoire à risques importants d'inondation (TRI) Côtier basque, regroupant 12 communes dans les Pyrénées-Atlantiques et une dans les Landes concernées par un risque de phénomènes fluvio-maritimes pouvant s’avérer dangereux (estuaire Adour et Nive) sur le territoire de Bayonne et de crues rapides dévastatrices de la Nivelle dans sa partie sud (Ciboure, Saint-Jean-de-Luz), un des 18 TRI qui ont été arrêtés fin 2012 sur le bassin Adour-Garonne. La plus forte crue connue est celle de 1952, suivie de celle de 1981. Des cartes des surfaces inondables ont été établies pour trois scénarios : fréquent (crue de temps de retour de 10 ans à 30 ans), moyen (temps de retour de 100 ans à 300 ans) et extrême (temps de retour de l'ordre de 1 000 ans, qui met en défaut tout système de protection). La commune a été reconnue en état de catastrophe naturelle au titre des dommages causés par les inondations et coulées de boue survenues en 1982, 1983, 1990, 1991, 1992, 1995, 2007 et 2009,.

La commune est vulnérable au risque de mouvements de terrains constitué principalement du retrait-gonflement des sols argileux. 

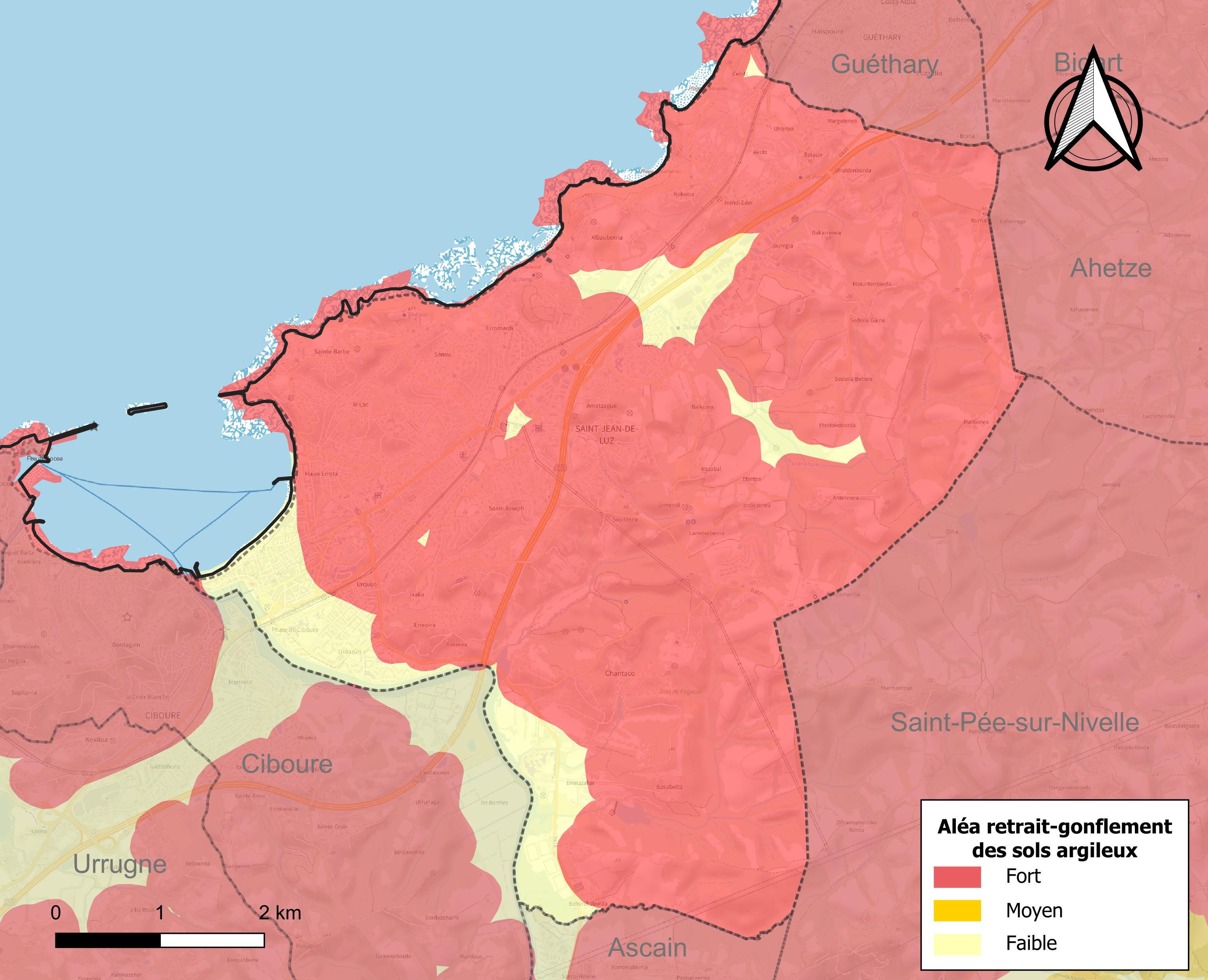
Carte des zones d'aléa retrait-gonflement des sols argileux de Saint-Jean-de-Luz.

Cet aléa est susceptible d'engendrer des dommages importants aux bâtiments en cas d’alternance de périodes de sécheresse et de pluie. 89,8 % de la superficie communale est en aléa moyen ou fort (59 % au niveau départemental et 48,5 % au niveau national). Depuis le 1er octobre 2020, en application de la loi ELAN, différentes contraintes s'imposent aux vendeurs, maîtres d'ouvrages ou constructeurs de biens situés dans une zone classée en aléa moyen ou fort,.
Concernant les mouvements de terrains, la commune a été reconnue en état de catastrophe naturelle au titre des dommages causés par la sécheresse en 1989, 1990, 2002, 2003, 2005 et 2011 et par des mouvements de terrain en 2018.

#### Risque technologique
La commune est en outre située en aval de barrages de classe A. À ce titre elle est susceptible d’être touchée par l’onde de submersion consécutive à la rupture de cet ouvrage.

## Toponymie

### Attestations anciennes
Le toponyme Saint-Jean-de-Luz apparaît sous les formes Sanctus-Johannes-de-Luis (1186, cartulaire de Bayonne, feuillet 32), sen johan de luis (1257), Sanctus-Johannes-de-Luk et Sanctus-Johannes-de-Luys (respectivement 1315 et 1438, rôles gascons), lohitz (1414), Sent-Johannes-de-Luxs (1450, titres du Labourd, E 426),Sent-Johan-de-Luus (1490, notaires de Pau),Sent-Johan-de-Lus, Sainct-Jehan-de-Lux et Sanctus-Johannes-de-Luce (respectivement 1491 pour la première et 1526 pour les deux dernières, chapitre de Bayonne),S-Iean de Luz (1650, carte du Gouvernement Général de Guienne et Guascogne et Pays circonvoisins) et
Chauvin-le-Dragon (1793).

### Étymologie
Jean-Baptiste Orpustan indique quant à lui, la graphie Donibane-Lohitzun, Lohitzun signifiant « lieu d'alluvion ».
Le toponyme Lohitzun apparaît sous les formes L'Hohutzun (1337), Lohitzsun (1476, contrats d'Ohix), Lohitzssun (1690), Lohixun (XVIIe siècle, titres D'Arthez-Lassalle) et Lohitcun (1793).
Orpustan indique que Luz est la forme réduite et moderne de lohitz, déjà présent en 1414.

### Autres toponymes
Acotz apparaît sous la forme Accots (1863, dictionnaire topographique Béarn-Pays basque).
Allots, hameau de Saint-Jean-de-Luz, est mentionné en 1692 dans les collations du diocèse de Bayonne.
Chibau apparaît sous la forme Chibaucoa (1863, dictionnaire topographique Béarn-Pays basque).
Le toponyme Jalday apparaît sous la forme Jaldai (1233, cartulaire de Bayonne, feuillet 28).
Serres apparaît sous les formes Villa quœ dicitur Asseres (vers 1140, cartulaire de Bayonne, feuillet 8) et Sanctus-Jacobus de Serres (1691, collations du diocèse de Bayonne).

### Graphie basque
Son nom basque actuel est Donibane Lohizune.

## Histoire

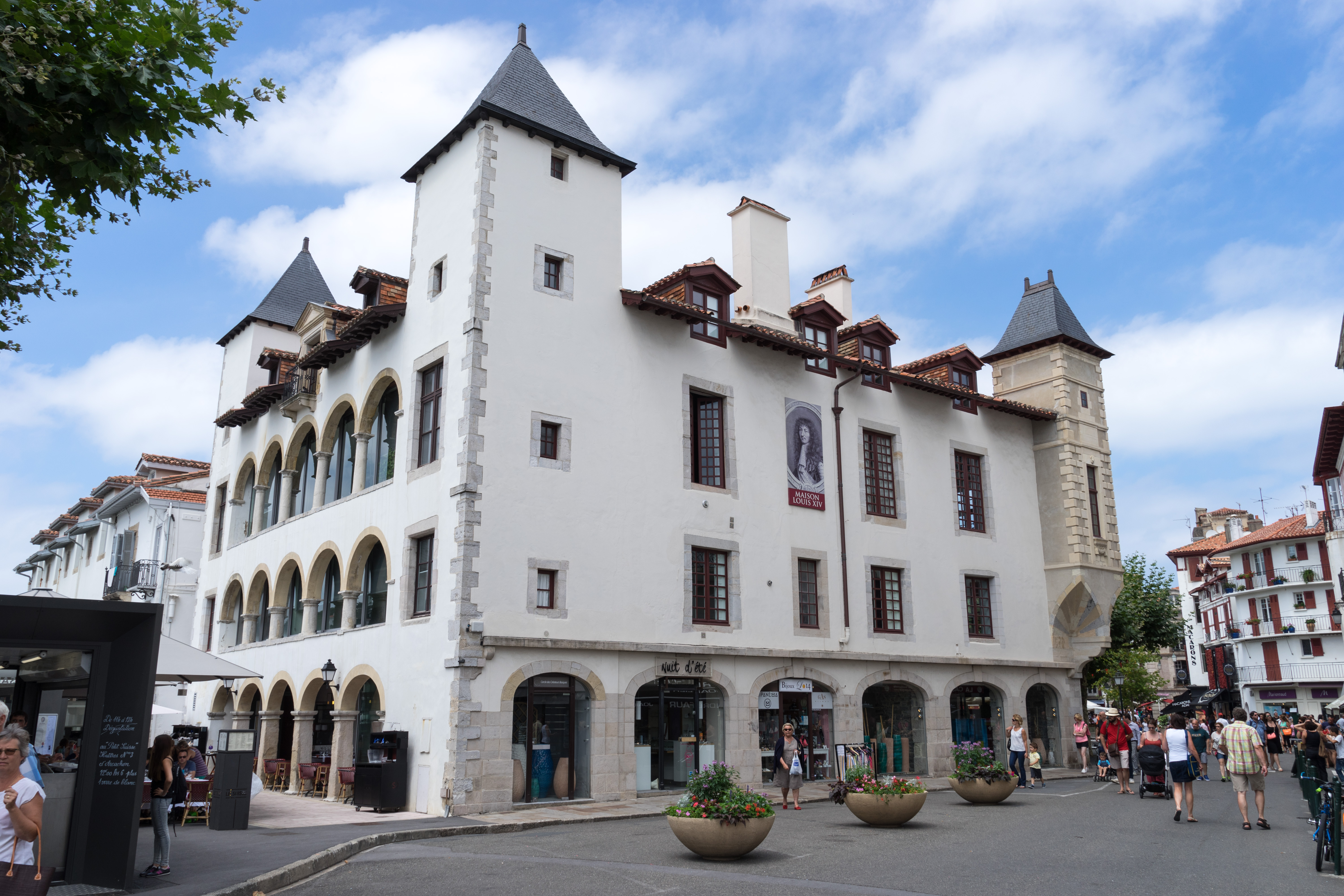
La Maison Lohobiague, résidence temporaire de Louis XIV en 1660.

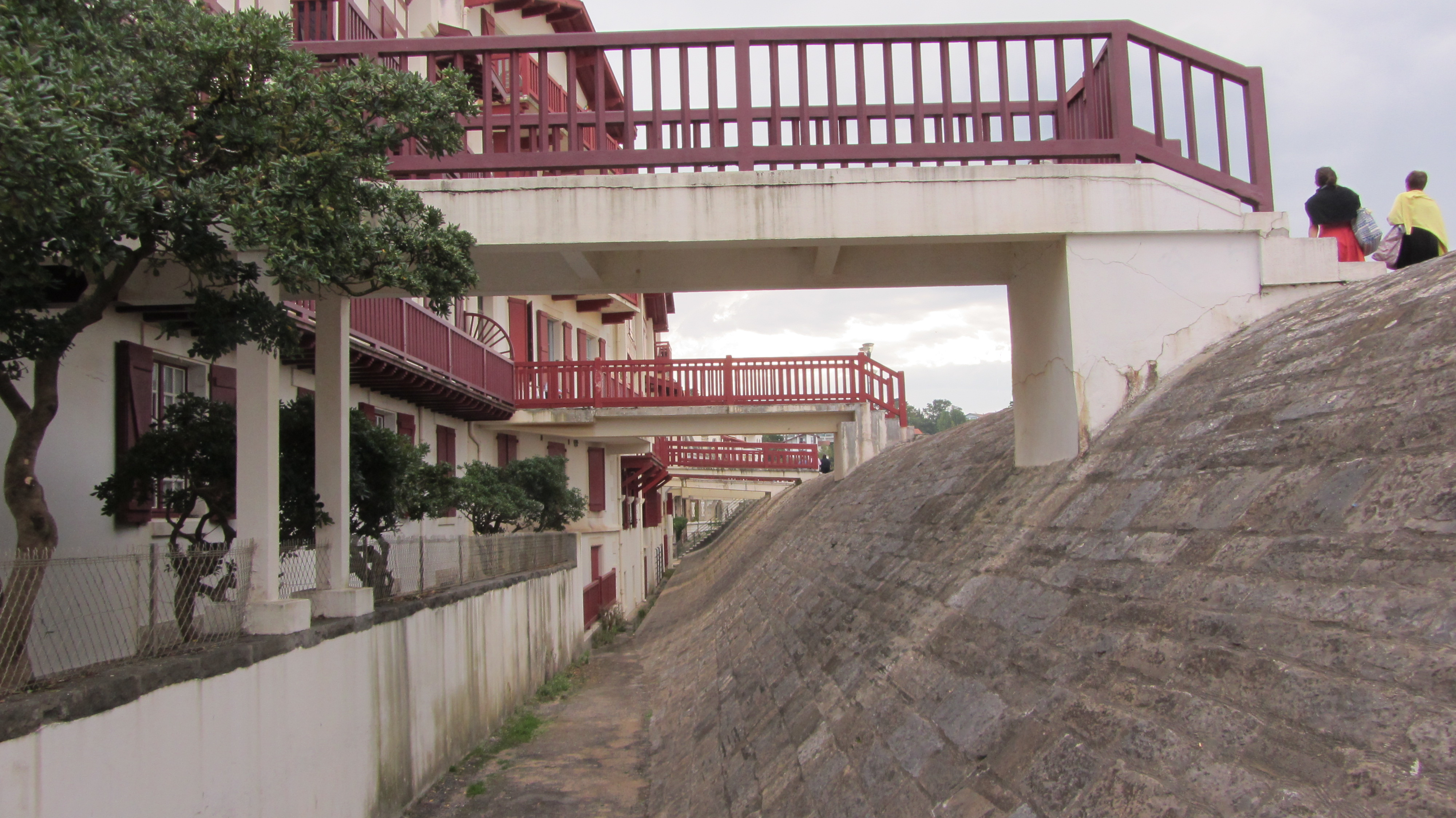
Maisons de plage.

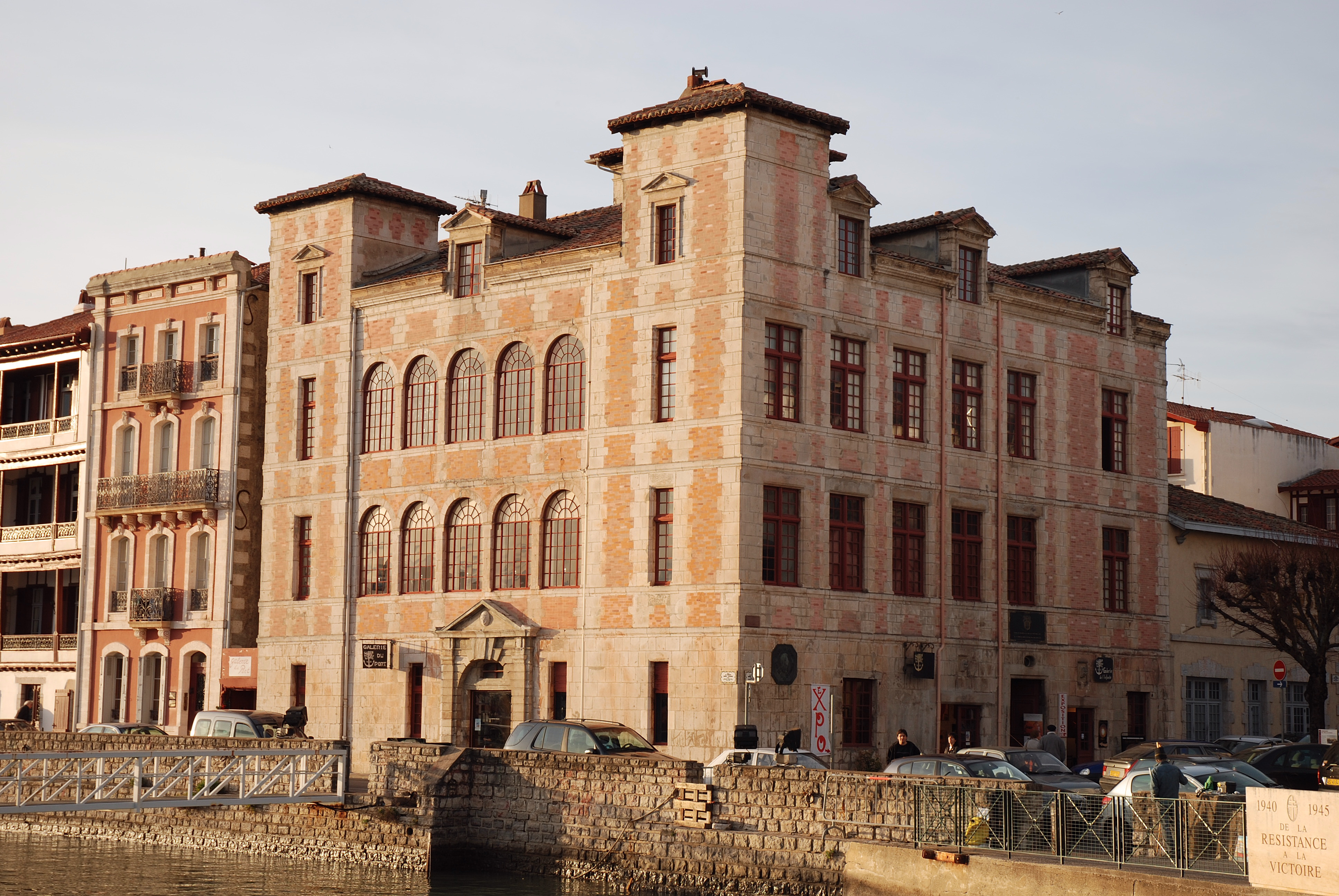
Maison de l'Infante.

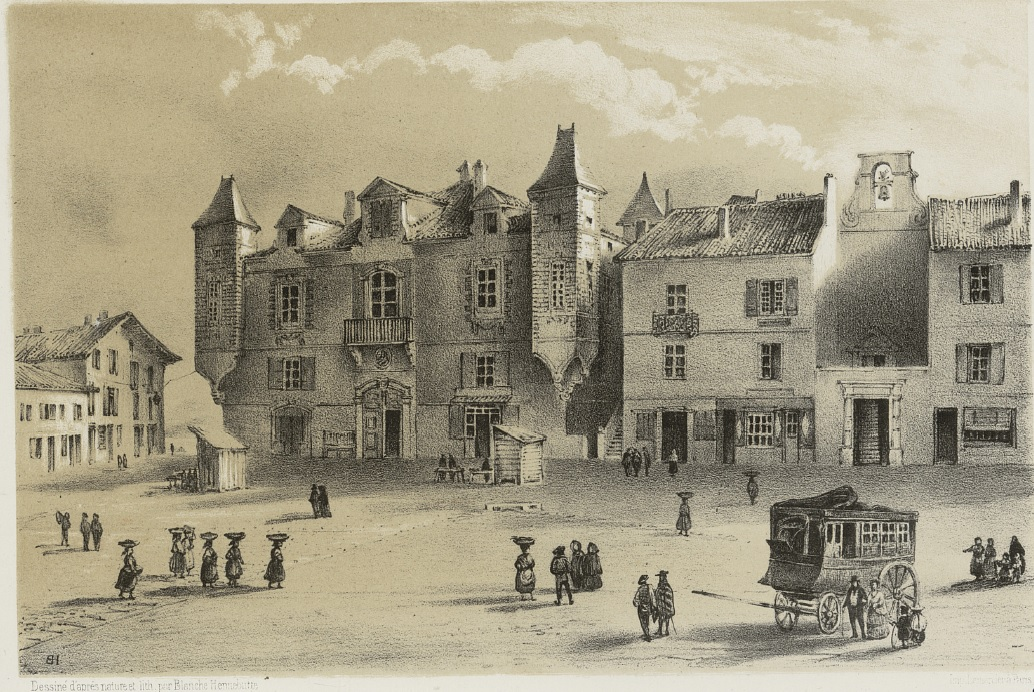
Place Louis XIV dans les alentours de 1882 ; à gauche la maison où demeura Louis XIV en 1660 ; à droite l’Hôtel de Ville.

Saint-Jean-de-Luz ne fut à l'origine qu'une modeste bourgade sur les dunes, entre mer et marais, à l'entrée de l'estuaire de la Nivelle, face à la colline de Bordagain. Jadis propriété des chanoines de la cathédrale de Bayonne, la communauté, bien que devenue autonome, ne posséda jamais d'enceinte ; elle ne fit par conséquent pas véritablement figure de ville avant l'époque moderne.
Au XVe siècle, les pêcheurs basques du port de Saint-Jean-de-Luz explorèrent les premiers les bancs de Terre-Neuve et la pêche à la morue jointe à la chasse à la baleine accrurent considérablement la prospérité de la commune. Du XVIe au XVIIIe siècle, la ville devint un nid de corsaires qui combattaient pour le compte du roi de France. L'enrichissement du port et l'afflux de population furent tels qu'il en résulta l'urbanisation de Ciboure, quartier détaché d'Urrugne (le couvent des Récollets fut implanté à proximité du pont qui relie les deux paroisses pour apaiser les relations entre les deux communautés, souvent rivales).
Le début du XVIe siècle en Labourd est marqué par l'apparition de la peste. La lecture des registres gascons permet de suivre son expansion. Le 11 avril 1518, la peste sévissant à Saint-Jean-de-Luz, la ville de Bayonne « fait inhibition et défense à tous les manants et habitants de la cité et autres étrangers d'aller entretenir des relations au lieu et paroisse de Saint-Jean-de-Luz où les gens sont morts de la peste ».
Paul Raymond note que la baronnie de Saint-Jean-de-Luz appartint au chapitre de Bayonne jusqu'en 1621.
Saint-Jean-de-Luz, souvent prise et pillée par les Espagnols, souffrit longtemps de sa position frontalière. Elle subit notamment, en 1558, un incendie qui n'épargna qu'une seule maison - celle où résidait le chef du contingent ibérique ayant occupé la cité. C'est à la fois pour faciliter le mouillage des navires et protéger la baie que le roi Henri IV entreprit de construire le fort de Socoa (commune de Ciboure).
Saint-Jean-de-Luz connut son heure de gloire lorsque, à l'issue du traité des Pyrénées conclu quelques mois plus tôt (7 novembre 1659) par Mazarin, Louis XIV vint y épouser Marie-Thérèse d'Autriche infante d'Espagne, le 9 juin 1660. Le roi demeurait maison Lohobiagaénéa, et l'infante à la maison Joanoenia, dite aujourd'hui maison de l'Infante. La porte de l'église Saint-Jean-Baptiste, franchie à sa sortie de l'église par le couple royal, fut murée trois ans après la cérémonie, quoique l'inscription gravée dans le mur donne à croire que la condamnation de la porte a été réalisée juste après le mariage.
C'est en 1680 que la ville connut sa plus grande catastrophe maritime. Une vague géante dévasta la ville, qui dut être entièrement reconstruite et causa de nombreuses victimes.
En 1713, le traité d'Utrecht abandonnant Terre-Neuve à la Grande-Bretagne porta un coup funeste à Saint-Jean-de-Luz. À la fin du siècle, la baleine ayant disparu du golfe de Gascogne et l'océan ayant rompu les barres de Socoa et de Sainte-Barbe, qui protégeaient la baie, le port et une partie de la ville se trouvèrent ruinés. Ce fut la décadence ; pêcheurs et gens de mer émigrèrent en masse, la ville perdit l'essentiel de ses habitants. En un siècle la population tombe de 13 000 à 2 000 habitants. L'année 1782 fut marquée, en particulier, par une terrible tempête qui détruisit tout un quartier de la ville (« La Barre ») et submergea le couvent des Ursulines[réf. nécessaire].
Sous la Révolution, la commune fut rebaptisée, comme beaucoup d'autres localités basques. Fusionnée avec Ciboure le 24 novembre 1793, elle porta en effet (du 21 novembre 1793 au 20 mars 1795) le nom de Chauvin-Dragon, d'après le patronyme d'un dragon de la commune, tué par les Espagnols en défendant une redoute. Le Pays basque en général et Saint-Jean-de-Luz en particulier souffrirent énormément de la Révolution et de l'Empire : les guerres continuelles avec l'Espagne amenèrent des régiments de soldats avec leurs réquisitions, leurs pillages et les combats. Le blocus britannique tua toute activité maritime pendant vingt ans. En 1813, l'offensive de Wellington qui séjournait à Lesaka, épargna Saint-Jean-de-Luz et les régions côtières.
En 1790, le canton de Saint-Jean-de-Luz comprenait les communes de Bidart, Ciboure, Guéthary et Saint-Jean-de-Luz et dépendait du district d'Ustaritz.
Le 19 juillet 1845 le territoire de la commune de Saint-Jean-de-Luz est augmenté à la suite de la réunion d'une partie du territoire de la commune de Serres, supprimée.
Au XIXe siècle, les digues, souvent détruites, furent reconstruites afin d'assurer définitivement la sécurité du port et de la ville. Les voyages de Napoléon III dans la région puis l'engouement de la bonne société pour la Côte basque débouchèrent à cette époque, avec l'arrivée du chemin de fer, sur un grand essor touristique. À la suite de l'édification de ses trois digues (Socoa, l'Artha, et Sainte-Barbe), Saint-Jean-de-Luz ne fut plus systématiquement envahie par les eaux lors des grandes tempêtes, comme cela avait été souvent le cas auparavant (en 1749, une terrible tempête ravagea le port, 200 maisons furent rasées et plus de la moitié de la population avait dû quitter la ville). Cassant les gros rouleaux venus de l'océan, ces digues contribuèrent, dès le début du développement des bains de mer, à faire de Saint-Jean-de-Luz un lieu de villégiature très prisé des familles.
Au début du XXe siècle, Saint-Jean-de-Luz devint une ville moderne et pour partie ouvrière. La généralisation de la chaudière à vapeur modifia dans un premier temps sensiblement les conditions de pêche et raccourcit les distances. De nombreuses usines s'édifièrent alors pour traiter le poisson dans le quartier du Fargeot, l'essentiel de la main-d'œuvre étant alors importée d'Espagne et aussi de Bretagne. Des majorités républicaines furent élues et administrèrent la municipalité, qui donnèrent le nom de Gambetta à la grande rue (Karrika Handia) et firent percer les boulevards Thiers et Victor-Hugo. Le développement touristique n'en fut pas entravé, Saint-Jean-de-Luz restant une destination élégante et à la mode. À proximité du site de Sainte-Barbe, où l'un des tout premiers parcours de golf du continent avait été ouvert, le baron Van Bree, aviateur belge tombé amoureux du Pays basque, créa un motel unique.

### Évacuation de l'armée polonaise par la mer en juin 1940
Quelques semaines après l'invasion de la France par l'Allemagne, en 1940, Saint-Jean-de-Luz a été le théâtre d’événements dramatiques. Les soldats polonais qui n'avaient pu s'embarquer pour l'Angleterre à Saint-Nazaire affluaient sur la plage et le quai du port de pêche où les gros navires ne pouvaient accoster. Les paquebots polonais MS Batory et MS Sobieski (en) durent jeter l'ancre dans la rade. Des pêcheurs volontaires firent la navette entre la côte et chacun de ces deux gros bateaux. La mer étant forte, les bateaux de pêche avaient des difficultés pour s'approcher de l'échelle de coupée et permettre aux hommes qui voulaient s'embarquer d'y accéder sans tomber à l'eau. Les femmes et les enfants étaient aidés par les marins. Des diplomates et des fonctionnaires du ministère polonais des Affaires Étrangères, s’étaient également embarqués sur ces navires ainsi que des Français qui avaient entendu l’appel du général de Gaulle quelques jours plus tôt, le 18 juin. Un autre navire britannique, l'Arandora Star participa à cette opération d'évacuation. On connaît en détail les différents mouvements de ces paquebots grâce aux livres de bord qui ont pu être conservés. Le MS Sobieski qui se trouvait à l'embouchure de la Gironde dans la journée du 20 juin est arrivé en rade de Saint-Jean-de-Luz dans la nuit du 20 au 21. L'embarquement a aussitôt commencé. Quant au MS Batory, il se trouvait le 21 juin à 7 h du matin à l'embouchure de l'Adour et commençait à manœuvrer pour entrer dans le port de Bayonne sans jeter l'ancre. Mais sur la recommandation d'un officier de liaison britannique, il mit le cap sur Saint-Jean-de-Luz où étaient regroupés les unités polonaises et des réfugiés civils. C’est sur le MS Batory que s’est embarqué Maurice Schumann. Le mauvais temps et un ciel bas ont certainement éloigné le spectre d'une attaque de la Luftwaffe et évité la catastrophe qui avait fait quelques jours plus tôt, le 17 juin, à Saint-Nazaire, de très nombreuses victimes sur le paquebot britannique Lancastria où s'étaient embarqués des soldats et des civils du Royaume-Uni. Le rembarquement s'acheva le 25 juin 1940.

### L'après-guerre

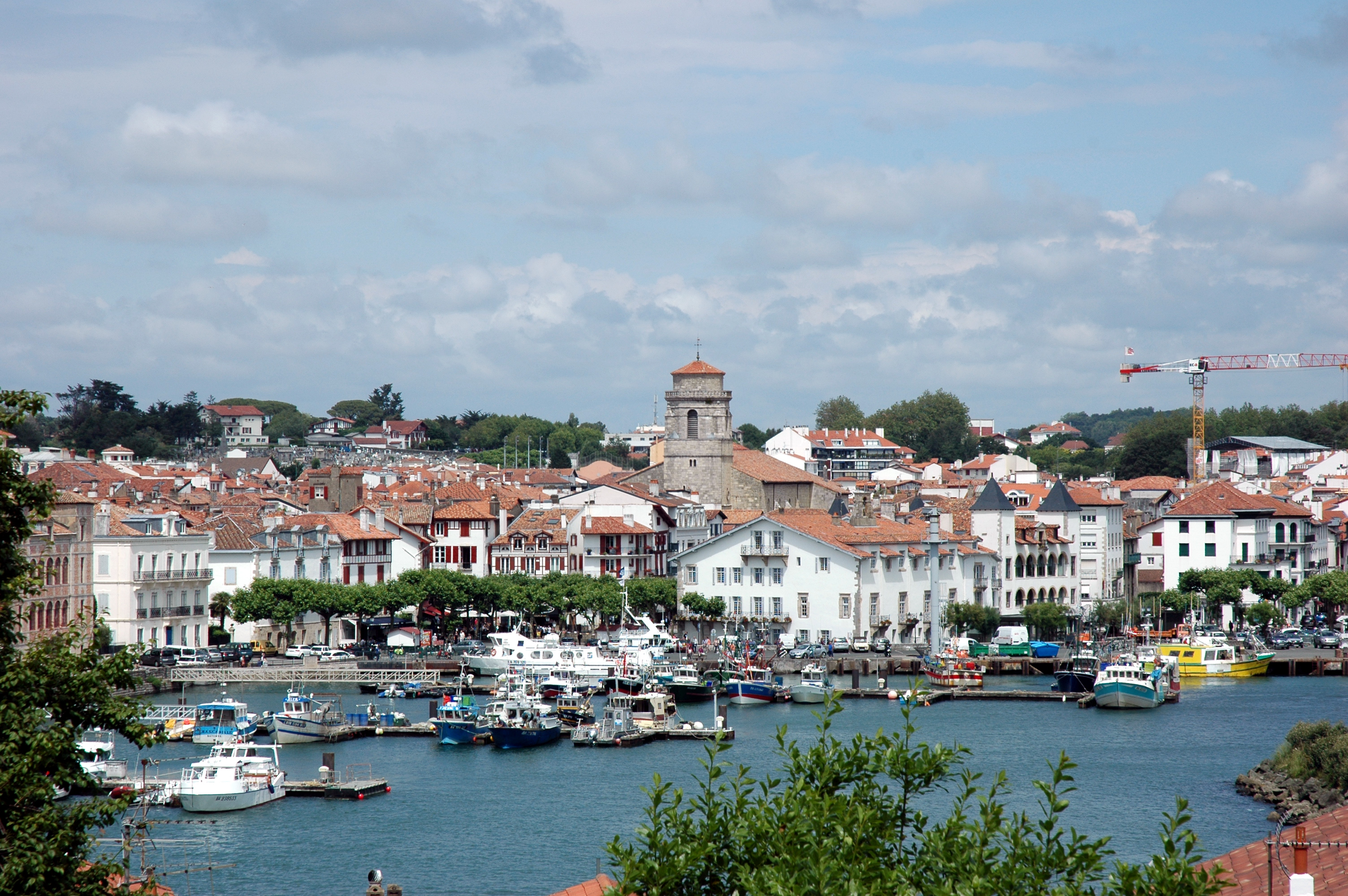
Saint-Jean-de-Luz et son port.

Après 1945, les industries du quartier Fargeot disparurent progressivement, victimes de la surpêche et de la concurrence. Ce phénomène renforça l'aspect cossu et touristique, jamais démenti, de Saint-Jean-de-Luz. Raccordée depuis les années 1970 au réseau autoroutier (A63), desservie par le TGV, Saint-Jean-de-Luz dispose d'une situation excellente au centre de la nébuleuse littorale basque de France. Une portion notable de son littoral a jusqu'ici échappé à l'urbanisation, ce qui est exceptionnel, voire unique (tout le reste de la Côte basque est en effet urbanisé, mis à part la Corniche, côte à falaise entre Socoa et le domaine d'Abbadia).
Les Luziens, en 1914-1918 puis en 1939-1945, payèrent un lourd tribut aux deux guerres mondiales. Un monument (square de Verdun) célèbre la mémoire des combattants, et une stèle dédiée au mouvement de résistance « Orion » a été placée, sur le quai de l'Infante, pour rappeler l'importance des réseaux d'évasion hors du territoire métropolitain occupé. Quelques casemates (en allemand des blockhaus) vestiges du mur de l'Atlantique, sont encore visibles sur la promenade de Sainte-Barbe.
De nos jours, la « cité des corsaires » vit de plus en plus ouvertement du tourisme. Sa grande plage, très sûre pour les enfants, est très appréciée. L'équipement de la station est par ailleurs complet et permet à la saison d'excéder les seuls mois d'été (tourisme populaire mais également hôtels de standing, thalassothérapie, piscine, casino, golf… un centre de conférence est en construction). Saint-Jean-de-Luz profite en outre, toute l'année, d'un tourisme de proximité important : l'animation commerciale est notable le week-end, grâce à l'ouverture assez générale des commerces du secteur piétonnier, y compris le dimanche, et aux promeneurs venus des grandes agglomérations urbaines proches (conurbation littorale de Guipuscoa et agglomération de Bayonne essentiellement) comme de tout le grand Sud-Ouest. Grâce à son site et à sa qualité de vie, la ville est particulièrement attractive aux yeux des jeunes seniors, dont beaucoup viennent s'y établir. Des manifestations culturelles et sportives ont lieu toute l'année (stages et concerts publics de musique classique organisés par l'Académie Ravel, le plus souvent dans l'auditorium du même nom (lequel fermera définitivement ses portes, à la suite de travaux visant à sa transformation en centre de congrès, en septembre 2019), festival de cinéma consacré aux jeunes réalisateurs, semaine à l'intention de la presse, festival du film de surf, championnats de pelote…) lesquelles viennent s'ajouter aux grands événements organisés à Biarritz ou Saint-Sébastien, toutes proches, et contribuent à l'attractivité de la villégiature luzienne.
Les éventuels effets pervers du développement économique et démographique moderne (engorgement relatif de la circulation, inflation des prix immobiliers, vieillissement accéléré de la population résidente, surcoûts liés à l'entretien de réseaux surdimensionnés, voire perte d'identité culturelle) sont toutefois au cœur des préoccupations de la Ville et y alimentent parfois de vifs débats. Mais Saint-Jean-de-Luz, tout en constituant un maillon fort du réseau urbain littoral, constitue un cadre de vie privilégié. Tout en restant fidèle à sa longue tradition d'accueil, elle maintient un caractère basque indéniable.

## Politique et administration

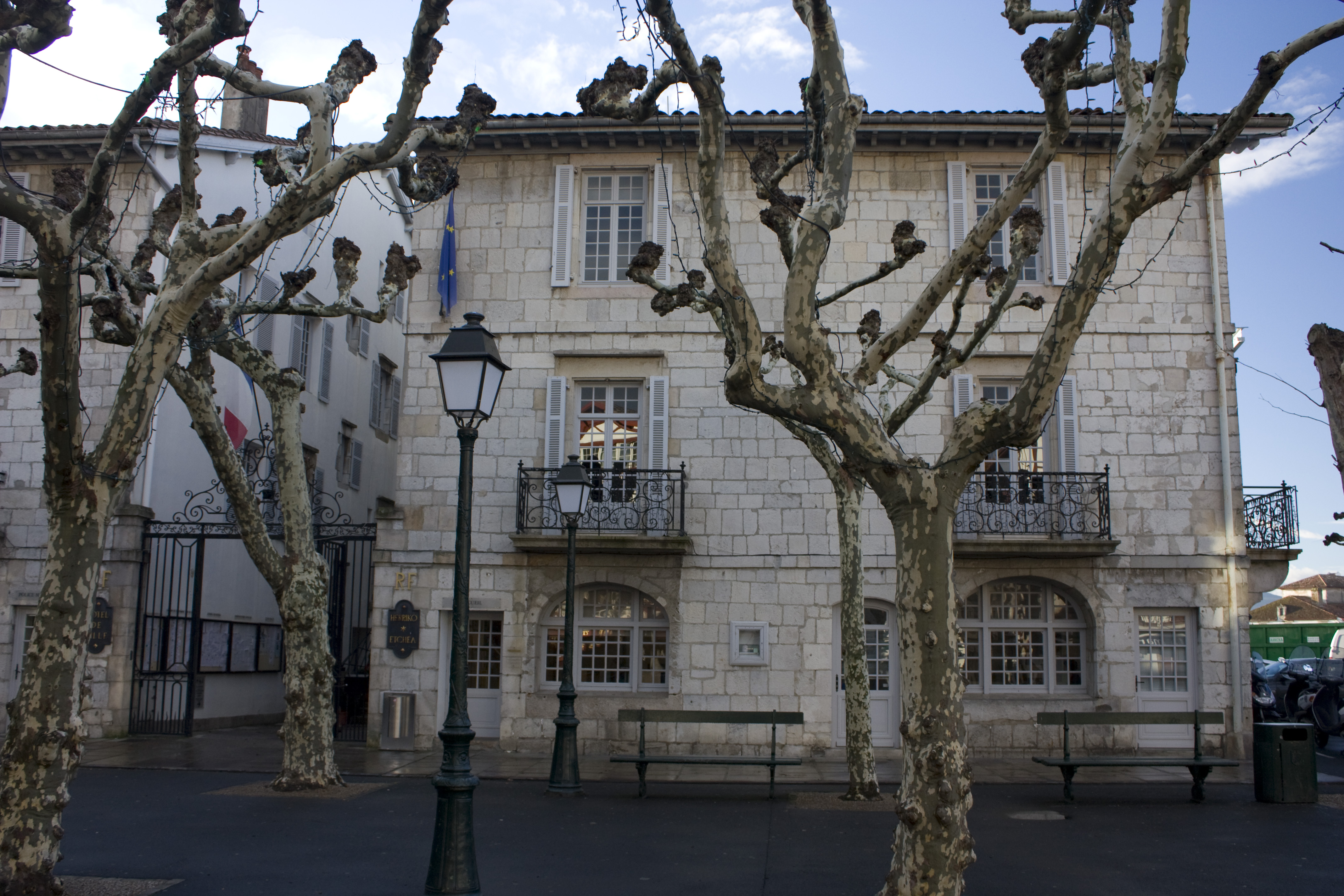
Mairie de Saint-Jean-de-Luz, place Louis XIV.

### Tendances politiques et résultats
Les habitants de la commune de Saint-Jean-de-Luz ont toujours voté en majorité à droite à toutes les élections depuis la Révolution.

#### Élections présidentielles, résultats des deuxièmes tours
- Élection présidentielle de 2002[56]: 87,82 % pour Jacques Chirac (RPR), 12,18 % pour Jean-Marie Le Pen (FN), 81,88 % de participation.
- Élection présidentielle de 2007[57]: 55,77 % pour Nicolas Sarkozy (UMP), 44,23 % pour Ségolène Royal (PS), 85,77 % de participation.
- Élection présidentielle de 2012[58]: 51,15 % pour Nicolas Sarkozy (UMP), 48,85 % pour François Hollande (PS), 83,32 % de participation.

#### Élections législatives, résultats des deuxièmes tours
- Élections législatives de 2002[59]: 64,23 % pour Michèle Alliot-Marie (UMP), 35,77 % pour Sylviane Alaux (PS), 64,91 % de participation.
- Élections législatives de 2007[60]: 62,29 % pour Michèle Alliot-Marie (UMP), 37,71 % pour Sylviane Alaux (PS), 63,23 % de participation.
- Élections législatives de 2022

#### Élections européennes, résultats des deux meilleurs scores
- Élections européennes de 2004[61]: 29,90 % pour Alain Lamassoure (UMP), 23,39 % pour Abdelkader Arif (PS), 48,31 % de participation.
- Élections européennes de 2009[62]: 37,46 % pour Dominique Baudis (UMP), 12,20 % pour Abdelkader Arif (PS), 46,99 % de participation.

#### Élections régionales, résultats des deux meilleurs scores
- Élections régionales de 2004[63]: 49,12 % pour Xavier Darcos (UMP), 44,36 % pour Alain Rousset (PS), 66,15 % de participation.
- Élections régionales de 2010[64]: 43,67 % pour Xavier Darcos (UMP), 40,25 % pour Alain Rousset (PS), 53,49 % de participation.

#### Élections cantonales, résultats des deuxièmes tours
- Élections cantonales de 2001 : données manquantes
- Élections cantonales de 2008[65]: 61,58 % pour Philippe Juzan (UMP), 38,42 % pour Georgette Jariod (PS), 49,61 % de participation.

#### Élections départementales, résultats des deuxièmes tours
- Élections départementales de 2021

#### Élections municipales
- Élections municipales de 2014 : 54,87 % pour Pierre Duhart (élu au premier tour).
- Élections municipales de 2020 : 50,54 % pour Jean-François Irigoyen (élu au premier tour).

#### Élections référendaires
- Référendum de 1992 sur le traité de Maastricht[66] : 51,41 % pour le Oui, 48,59 % pour le Non, 72,79 % de participation.
- Référendum de 2000 relatif au quinquennat présidentiel[67]: 75,59 % pour le Oui, 24,41 % pour le Non, 35,76 % de participation.
- Référendum de 2005 relatif au traité établissant une Constitution pour l’Europe[68]: 55,48 % pour le Oui, 44,52 % pour le Non, 72,62 % de participation.

### Administration municipale
Le conseil municipal est composé de 33 membres dont le maire.

### Liste des maires
| Période          | Période                 | Identité                     | Étiquette           | Qualité |
| ---------------- | ----------------------- | ---------------------------- | ------------------- | --- |
| 1944             | mai 1953                | Élie de Sèze (1879-1960)     |                     | Avocat au barreau de Bordeaux |
| mai 1953         | 1961                    | Alfred Pose                  |                     | Professeur d'économie politique et banquier |
| 1961             | mars 1971               | Pierre Larramendy            |                     | Président de la Grande Semaine et de l'Académie Ravel |
| mars 1971        | 1987 (décès)            | André Ithurralde (1915-1987) | UDR puis RPR        | Industriel Conseiller général du canton de Saint-Jean-de-Luz (1973 → 1987) |
| 1987             | mars 1989               | Paul Ricau                   | UDF                 | Médecin Conseiller général du canton de Saint-Jean-de-Luz (1987 → 1994) |
| mars 1989        | juin 1995               | Paul Badiola                 | UDF-CDS             | Chirurgien |
| juin 1995        | mai 2002 (démission)    | Michèle Alliot-Marie         | DR RPR              | Avocate et universitaire Ministre (Sports, Défense, Intérieur, Justice, Affaires étrangères) Députée européenne (1989 → 1993 puis 2014 → ) Députée de la 6e circonscription des Pyrénées-Atlantiques (1988 → 1993, 1995 → 2002 puis 2011 → 2012) Conseillère générale du canton de Saint-Jean-de-Luz (1994 → 2001) Conseillère municipale de Biarritz (1989 → 1991) |
| juillet 2002     | 7 décembre 2017 (décès) | Peyuco Duhart                | MAJ UMP-LR puis DVD | Agent général d'assurance Conseiller régional d'Aquitaine (2004 → 2015) Suppléant du sénateur Auguste Cazalet (2001 → 2011) Président (2014 → 2016) puis 1er vice-président de l'agglomération Sud Pays basque (2017) |
| 22 décembre 2017 | En cours                | Jean-François Irigoyen       | LR                  | Chef d'entreprise |

### Instances judiciaires et administratives
Saint-Jean-de-Luz relève des juridictions des tribunaux d'instance et de grande instance de Bayonne, dans le ressort de la cour d'appel de Pau. Elle relève également du tribunal administratif de Pau et de la cour administrative d'appel de Bordeaux.
Saint-Jean-de-Luz est le chef-lieu du canton de Saint-Jean-de-Luz, situé dans l'arrondissement de Bayonne, lui-même situé dans le département des Pyrénées-Atlantiques en région Nouvelle-Aquitaine. La commune appartient à la sixième circonscription des Pyrénées-Atlantiques.

### Services publics
La ville de Saint-Jean-de-Luz possède sa propre police municipale, comprenant une dizaine d'hommes, ainsi qu'une médiathèque et un CCAS.
Un hôtel de police est situé sur la commune, tout comme une brigade de proximité de gendarmerie. Un centre de secours du SDIS64 est également présent, ainsi qu'une antenne de l'assurance maladie de Bayonne et une antenne de la caisse d'allocations familiales de Bayonne. Une agence Pôle emploi est également présente tout comme une maison de la solidarité départementale. Un inspecteur académique de l'académie de Bordeaux est également présent sur la commune, au niveau du groupe scolaire du Centre, tout comme un centre d'information et d'orientation, situé au boulevard Victor-Hugo, concernant l'orientation des lycéens de la circonscription.

### Intercommunalité
Saint-Jean-de-Luz fait partie de neuf structures intercommunales :
- la CAPB, collectivité XXL qui a succédé en 2017 l’agglomération Sud Pays basque, dont le siège était à Urrugne ;
- le syndicat intercommunal de la baie de Saint-Jean-de-Luz et de Ciboure, dont le siège est à Saint-Jean-de-Luz.

La commune adhère à l'Eurocité basque Bayonne - San Sebastian.
Dans le cadre du Schéma départemental de coopération intercommunale, plusieurs syndicats ont été dissous dans l’agglomération Sud Pays basque, parmi lesquels le syndicat mixte Bizi Garbia et le syndicat intercommunal du centre de secours.

### Budget et fiscalité

#### Budget de la commune
Le budget de la commune de Saint-Jean-de-Luz pour 2012 est de 36 472 234 €, comprenant un budget de fonctionnement d'un peu moins de 24 millions d'euros, et d'un budget d'investissement de 12 millions d'euros. Le budget de fonctionnement est voté à l'équilibre, la loi obligeant les collectivités territoriales à présenter un budget de fonctionnement à l'équilibre, suivant les recettes de la collectivité.

#### Endettement de la commune
En 2010 l'endettement de la ville de Saint-Jean-de-Luz est de 18 310 000 €, soit 1 286 € par habitant, en baisse depuis 2009 avec un pic en 2008 à plus de 20 000 000 €. En 2005 l'endettement était de 12,9 millions d'euros.

### Politique environnementale
La collecte et le traitement des déchets est assurée par le syndicat mixte Bizi Garbia. Le tri sélectif est en place depuis plusieurs années à travers 28 points d'apport volontaire. Le syndicat mixte possède une déchèterie sur la commune. Le service propreté de la ville, comprenant une trentaine d'agents, assure la collecte quotidienne des cartons auprès des professionnels du centre-ville, une collecte des encombrants chez les particuliers tous les mercredis, ainsi que le nettoyage des rues piétonnes du centre-ville et des plages.

### Jumelages
| Ville | Ville       | Pays | Pays       | Période     |
| ----- | ----------- | ---- | ---------- | ----------- |
|       | Bakersfield |      | États-Unis | depuis 2014 |
|       | Getxo       |      | Espagne    |             |

## Population et société

### Démographie
L'évolution du nombre d'habitants est connue à travers les recensements de la population effectués dans la commune depuis 1793. Pour les communes de plus de 10 000 habitants les recensements ont lieu chaque année à la suite d'une enquête par sondage auprès d'un échantillon d'adresses représentant 8 % de leurs logements, contrairement aux autres communes qui ont un recensement réel tous les cinq ans,.

En 2022, la commune comptait 14 690 habitants, en évolution de +4,5 % par rapport à 2016 (Pyrénées-Atlantiques : +3,78 %, France hors Mayotte : +2,11 %).
| 1793  | 1800  | 1806  | 1821  | 1831  | 1836  | 1841  | 1846  | 1851  |
| ----- | ----- | ----- | ----- | ----- | ----- | ----- | ----- | ----- |
| 3 323 | 2 553 | 2 624 | 2 439 | 2 860 | 3 469 | 3 255 | 3 574 | 2 847 |

| 1856  | 1861  | 1866  | 1872  | 1876  | 1881  | 1886  | 1891  | 1896  |
| ----- | ----- | ----- | ----- | ----- | ----- | ----- | ----- | ----- |
| 2 668 | 2 793 | 2 829 | 3 260 | 4 083 | 4 451 | 3 960 | 3 856 | 3 951 |

| 1901  | 1906  | 1911  | 1921  | 1926  | 1931  | 1936  | 1946   | 1954  |
| ----- | ----- | ----- | ----- | ----- | ----- | ----- | ------ | ----- |
| 4 309 | 4 523 | 5 372 | 6 072 | 7 633 | 8 737 | 7 804 | 10 234 | 9 672 |

| 1962   | 1968   | 1975   | 1982   | 1990   | 1999   | 2006   | 2011   | 2016   |
| ------ | ------ | ------ | ------ | ------ | ------ | ------ | ------ | ------ |
| 10 241 | 10 841 | 11 854 | 12 769 | 13 031 | 13 247 | 13 579 | 12 960 | 14 057 |

| 2021   | 2022   | - | - | - | - | - | - | - |
| ------ | ------ | - | - | - | - | - | - | - |
| 14 601 | 14 690 | - | - | - | - | - | - | - |

Saint-Jean-de-Luz forme une seule agglomération de 20 000 habitants avec la commune limitrophe de Ciboure. Elle rayonne en outre sur la vallée de la Nivelle, axe de périurbanisation majeur, et l'unité urbaine luzienne inclut de nos jours l'essentiel des quartiers habités d'Urrugne. Ceci explique la qualité et la densité des services publics et marchands implantés sur la commune. Malgré la proximité de l'agglomération de Bayonne (le BAB) et l'influence exercée par les centres urbains espagnols sur la région hendayaise, Saint-Jean-de-Luz joue le rôle de centre urbain principal pour toute la partie méridionale de la Côte basque de France et dispose de fonctions commerciales centrales maintenues (le taux de vacance y est faible malgré la pratique des baux précaires et la crise générale du petit commerce de centre-ville ; l'implantation de deux hypermarchés aux entrées Nord et Sud de l'agglomération - et de galeries et zones marchandes - a cependant un impact sur des activités de plus en plus liées au tourisme).
La commune fait partie de l'aire d'attraction de Bayonne.

### Enseignement

#### Enseignement public
La commune dispose de quatre écoles maternelles (Aice Errota, Urdazuri, Ichaca et Centre) et de trois écoles primaires (Aice Errota, Urdazuri et Centre). Mais les groupes scolaires Ichaca et Urdazuri vont être prochainement regroupés dans de nouveaux locaux plus adaptés, situés au bord de la Nivelle, la municipalité ayant entrepris la construction d'une école neuve à cet effet. L'opération permettra en outre de mettre à disposition de l'école associative sous contrat dispensant ses cours en basque des bâtiments plus convenables que les modules provisoires occupés jusqu'ici.
L'offre scolaire se complète de deux collèges publics appartenant au conseil général des Pyrénées-Atlantiques situés sur la commune (le collège Chantaco et le collège Maurice-Ravel), d’un lycée général appartenant à la région Nouvelle-Aquitaine, le lycée Maurice-Ravel, et d’un lycée professionnel, le lycée Ramiro-Arrue.
Le lycée public Maurice-Ravel propose depuis des années une option internationale du baccalauréat (OIB franco-espagnole) unique dans la Région (une seule section équivalente, à Bordeaux) et une section bilingue basque, de même qu'une section européenne espagnole (ces deux dernières sections commencent dès le collège). Une section « Bachibac » (baccalauréat franco-espagnol) y a de plus été ouverte à la rentrée 2010, puis - en 2013 -  une section européenne anglais (adossée à l'enseignement des sciences de la vie) et une section STMG ont été inaugurées. L'établissement est très actif au plan pédagogique et culturel développant de nombreux projets et voyages, notamment dans le cadre du programme Erasmus+. Les élèves du lycée Maurice-Ravel participent régulièrement et avec succès aux championnats UNSS. L'actuel PDG du groupe Total, et l'une des sénatrices du département, figurent notamment parmi ses anciens élèves.
Enseignement artistique
La commune dispose d'une antenne du conservatoire à rayonnement régional Maurice-Ravel.

#### Enseignement privé
La ville dispose de groupes scolaires sous contrat avec l'État :
- l'ikastola proposant un enseignement en basque (par immersion) et dépendant de la Fédération Seaska ;
- des écoles confessionnelles catholiques, à savoir :
  - le groupe scolaire Donibane composé d'une école maternelle et élémentaire à (Ste Famille d'Urquijo) proposant un enseignement bilingue basque; également du collège Sainte-Marie[89] qui propose une section bilingue basque dès la sixième pour une poursuite en lycée et d'une section internationale espagnol,
  - le collège et le lycée Saint-Thomas-d'Aquin[90]. Le collège propose une section pelote basque, foot, secours et assistance et musique. Le lycée, ayant été désigné en 2007 deuxième meilleur lycée de France selon L'Express, propose quant à lui une section européenne commençant en 4e ou en 2de, une section bilingue basque ainsi qu'une section bachibac délivrant simultanément le baccalauréat français et le bachillerato espagnol.

### Manifestations culturelles et festivités

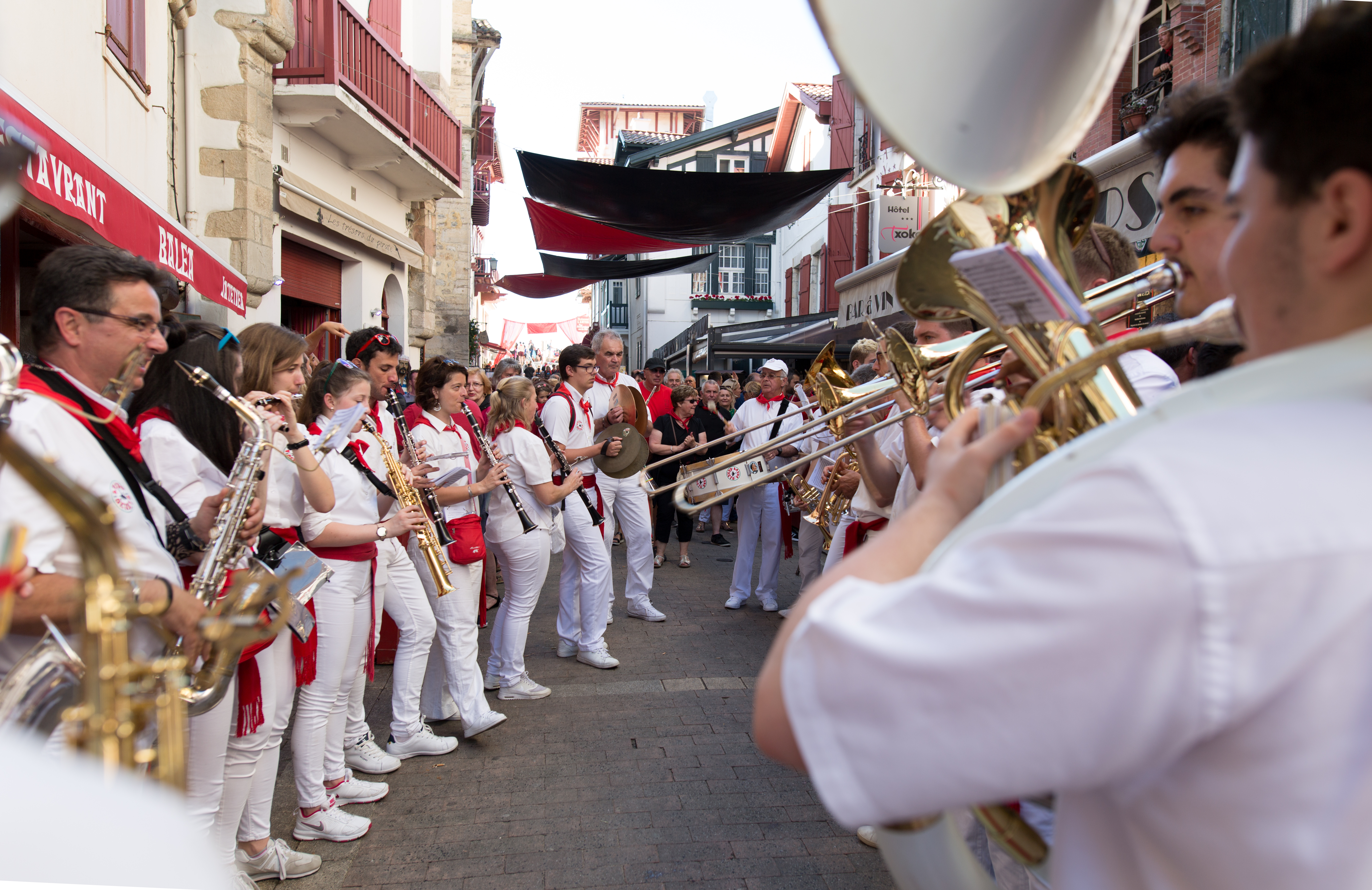
Fêtes de Saint-Jean-de-Luz.

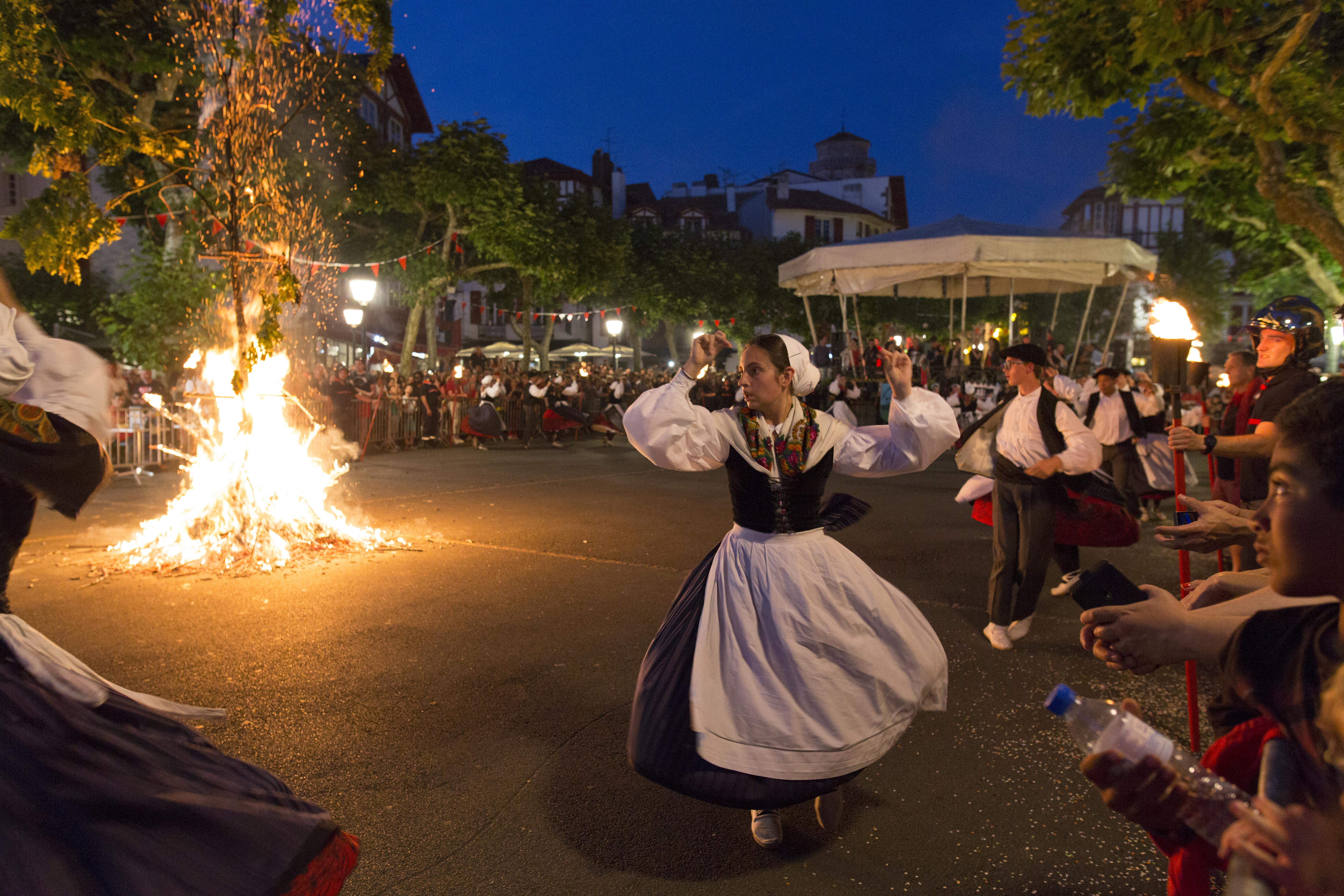
Feu de la Saint Jean.

Les fêtes suivantes se succèdent tout au long de l’année :
- semaine du carnaval basque Ihauteriak 1re semaine de février ;
- festival andalou le week-end de Pentecôte ;
- fête patronale de la Saint-Jean fin juin ;
- fête du thon le 2e samedi de juillet et tournois de pêche au thon pour amateurs ;
- nuit de la sardine en juillet et août ;
- depuis 1953, le Yacht Club basque organise chaque année, en août, un championnat international de pêche au thon pour amateurs ;
- festival « Musique en Côte basque » en septembre ;
- académie internationale de musique Maurice Ravel, 1re quinzaine de septembre ;
- fêtes de la rue de la République, 3e week-end de septembre ;
- depuis 1996, festival international des jeunes réalisateurs, 1re quinzaine d'octobre ;
- festival international de chant choral au Pays basque à la Toussaint.

### Santé
La commune est équipée d'une polyclinique, dotée de 78 lits hospitaliers, dont 14 en ambulatoire. Elle emploie 213 personnes. En 2011 un agrandissement de la clinique a eu lieu, augmentant le nombre de chambres à l'étage, les urgences, le service ambulatoire au rez-de-chaussée et la pharmacie et cuisines au sous-sol. Le parking a également été agrandi. En 2010 c'est un scanner qui a ouvert à la polyclinique.
La polyclinique de la Côte Basque a repris en juin 2011 la clinique voisine, Luz Clinic, spécialisé dans la chirurgie ophtalmologie, qui était en redressement judiciaire depuis douze mois.
À proximité immédiate de la polyclinique se trouve également une clinique spécialisée dans les yeux, la clinique Helios.
L'hôpital public le plus proche est le centre hospitalier de la Côte Basque (CHCB), qui dispose de deux sites à Saint-Jean-de-Luz mais dont les urgences sont à Bayonne, le centre hospitalier disposant de deux sites à Saint-Jean-de-Luz, un à Udazkena et un centre de gériatrie à Trikaldi.

### Sports

#### Clubs sportifs

##### Aviron
L'Ur Yoko, club d'aviron et de trainière a fêté son centenaire en 2012.

##### Football
L'Arin Luzien est le club de football de la ville. Fondé en 1909 il évolue depuis 2017 au plus haut niveau régional (Régional 1) et reçoit au stade de Kechiloa.

##### Gymnastique
La commune compte deux clubs affiliés à la FFG : Elgar et Urkirolak.

##### Pelote basque
Le club de pelote Luzean rassemble les amateurs et professionnels de la commune.

##### Rugby
Le Saint-Jean-de-Luz olympique rugby (SJLO) est un club de rugby à XV évoluant en 2019-2020 en Fédérale 1 (D3). Il joue au stade du Pavillon bleu.

##### Tennis et padel
Représenté par le Tennis Club Luzien (8 courts, dont 5 en terre battue et deux couverts, plus deux courts de padel).

##### Sauvetage côtier

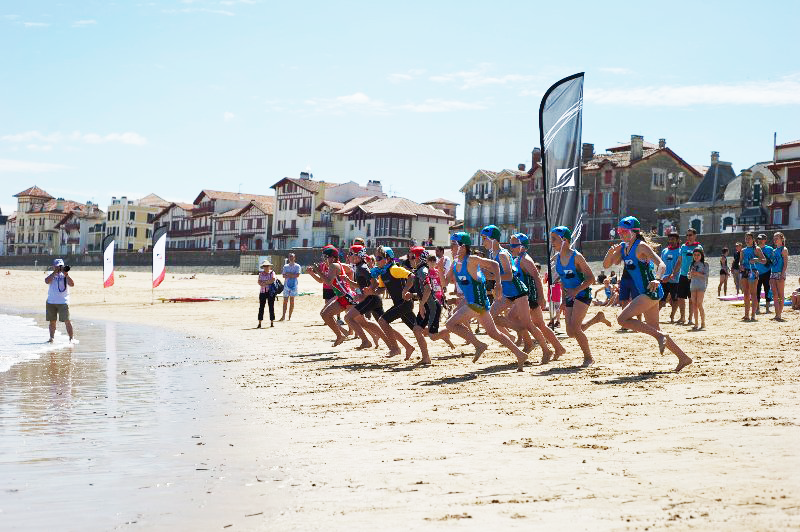
Compétition de sauvetage côtier sur la Grande Plage de Saint-Jean-de-Luz.

L'école de sauvetage côtier du Belharra Watermen Club forme les futurs sauveteurs de la commune. Ce club compte parmi ces membres de grands champions comme Ludovic Dulou ou Rémy Lavie, tous deux champions du monde de paddleboard lors de la course « Molokai to Oahu » à Hawaii en 2015.

##### Ultimate Frisbee
Korsaires Ultimate Frisbee est un club d'Ultimate (sport) fondé en 2020. Il permet la pratique de ce sport sur sable, en salle et sur herbe. Son but est de proposer à un maximum de joueurs la découverte de cette activité, et de participer aux compétitions nationales.

#### Équipements sportifs municipaux
- Plaine de Chantaco :
  - Terrain de golf ;
  - Courts de tennis ;
  - Piscine sports loisirs à Chantaco ;
  - Stade de football ;
  - Stade de rugby ;
  - Salle omnisports ;
  - Tennis couvert à Chantaco.
- Pavillon Bleu :
  - Stade de football « Kechiloa » ;
  - Stade de rugby ;
  - Piste de course athlétique.
- Circuit auto.
- Autres équipements : le gymnase d'Urdazuri, la salle omnisports du collège-lycée Saint-Thomas-d'Aquin, le Jai Alai, le fronton municipal, le tennis couvert, les différents frontons des quartiers, les agorespaces.

#### Équipements de loisirs
- Terrain de golf ;
- Salle polyvalente Kechiloa (l'été) et le gymnase Urdazuri est aménagé en salle de jeux gratuite pour enfants (lors de certaines vacances scolaires).

### Médias
La Web-Tv sur Saint-Jean-de-Luz: Tvpb64 à voir sur Youtube. Le Bulletin municipal édité par la mairie tous les trois mois ainsi que le bulletin de la communauté de communes. Les journaux régionaux et locaux, comme le quotidien Sud Ouest ou le journal du pays basque, traitent quotidiennement de Saint-Jean-de-Luz dans leurs rubriques locales. L'actualité de la commune est également couverte par la radio France Bleu Pays Basque ainsi que par l'édition locale de France 3 Aquitaine

### Cultes
En plus des églises catholiques, une Salle du Royaume des Témoins de Jéhovah occupe la ville.

## Économie

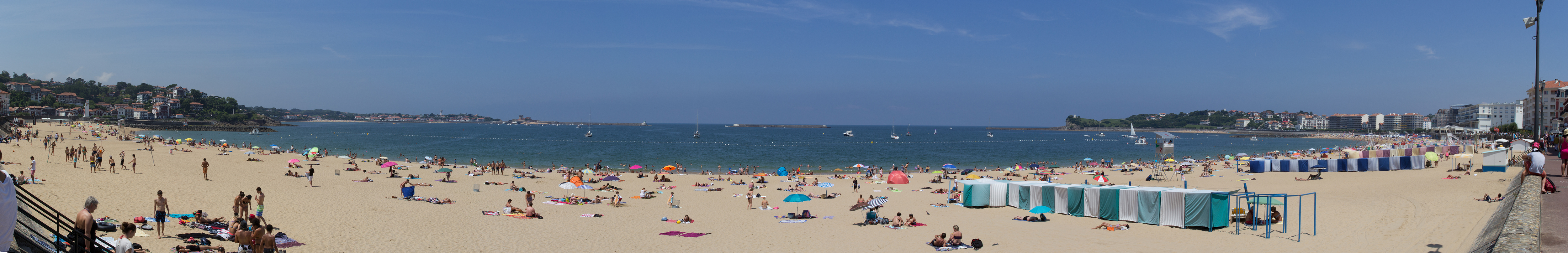
Panorama de Saint-Jean-de-Luz

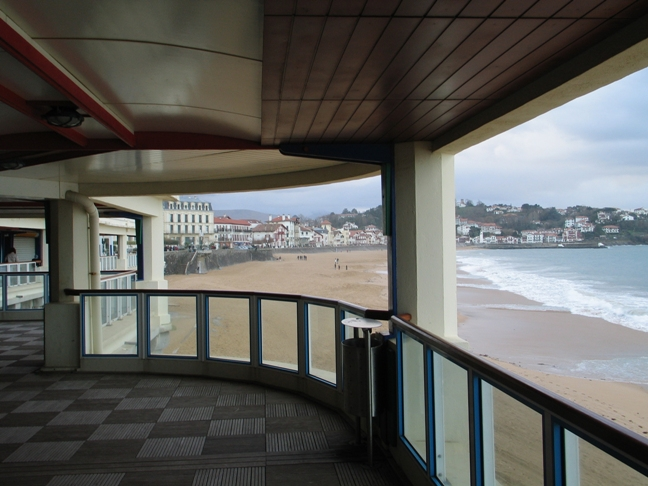
Grande Plage de Saint-Jean-de-Luz.

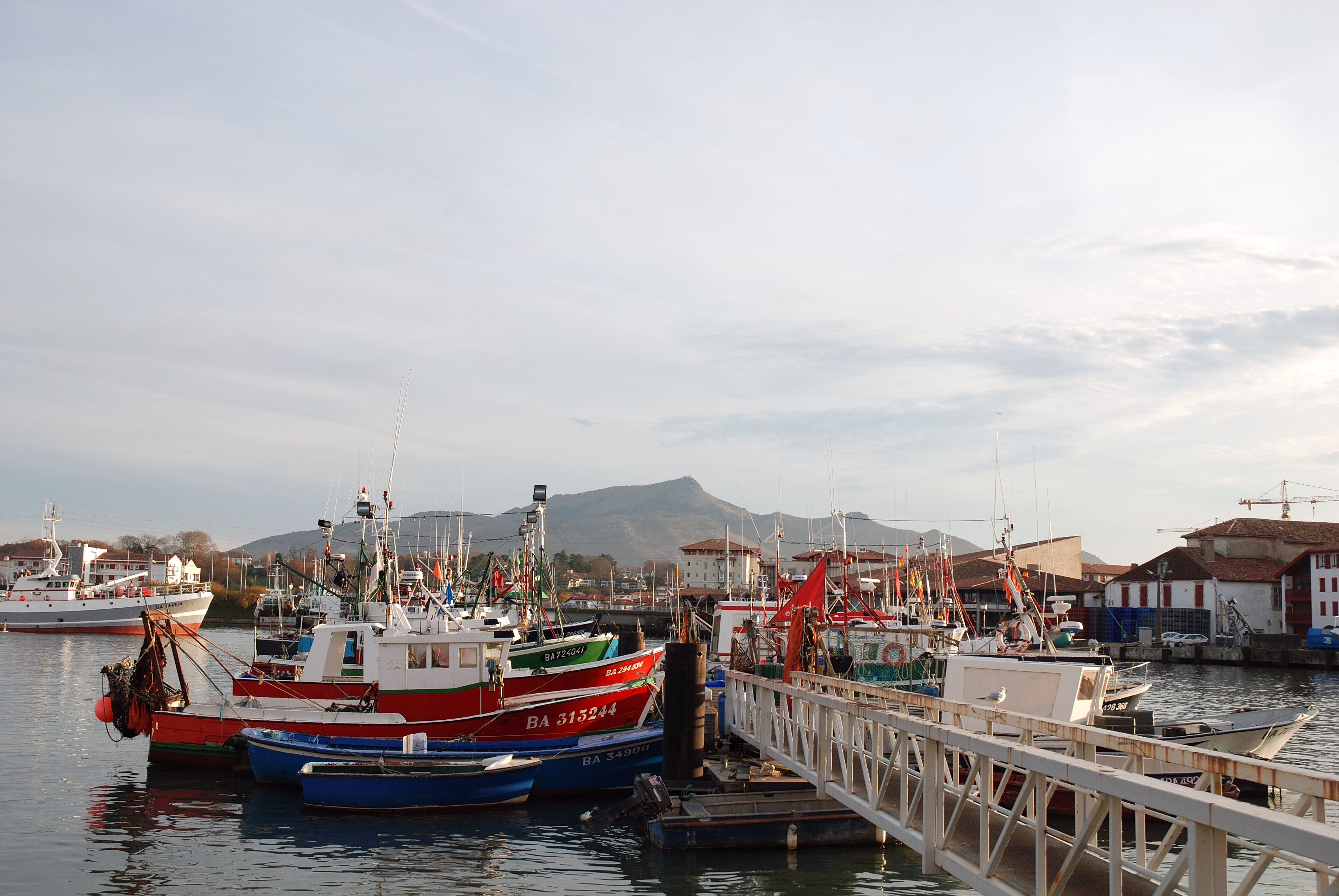
Le port, sur fond de Rhune.

### Revenus de la population et fiscalité
En 2008, le revenu fiscal médian par ménage était de 23 469 €.

### Emploi
Nombreux emplois dans le tourisme (hôtellerie, restauration), fonction publique, commerce et médical.

### Entreprises et commerces
L'économie locale a longtemps été tournée vers l'exploitation de la pêche de haute mer. La criée et les activités de maréyage restent importantes, le volume des prises a diminué et l'industrie de transformation et conservation des poissons, jadis prospère, a quasiment disparu de nos jours. La gestion du port est assurée par la chambre de commerce et d'industrie de Bayonne Pays basque. Le port de pêche est partagé avec la commune de Ciboure. La plaisance prend une place de plus en plus visible (mouillages de Port-Nivelle, et, en dehors de la commune, Socoa).
La commune de Saint-Jean-de-Luz fait partie du syndicat mixte pour l'aménagement et l'exploitation de l'aérodrome de Biarritz-Bayonne-Anglet aux côtés de la chambre de commerce et d'industrie de Bayonne Pays basque, de l'agglomération Côte Basque-Adour, du département des Pyrénées-Atlantiques et du département des Landes. Ce syndicat mixte gère l'aéroport de Biarritz-Pays basque.
La commune fait partie de la zone d'appellation de l'Ossau-Iraty.

#### Tourisme
Placée au cœur de la Côte basque, Saint-Jean-de-Luz est une destination balnéaire favorisée par la présence d'une grande plage de sable abritée au fond d'une baie semi-fermée, accessible à pied depuis le centre-ville. Le tourisme joue un rôle très important dans la prospérité locale (hôtels, restaurants, thalassothérapie, golfs, etc.).

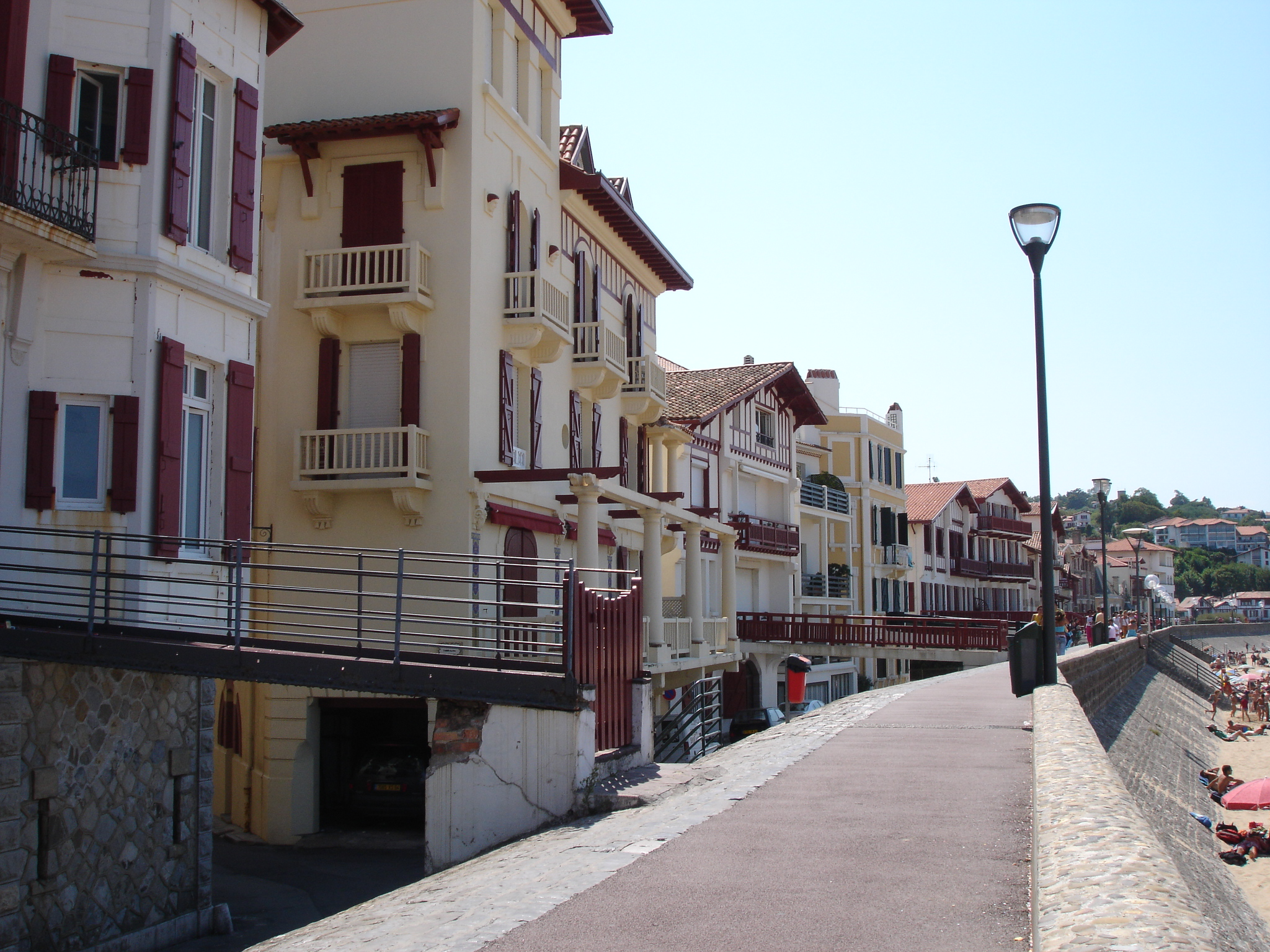
La jetée de Saint-Jean-de-Luz.

#### Entreprises
Saint-Jean-de-Luz est aussi l'un des centres les plus dynamiques de la « Glissicon Valley » qui, depuis Hendaye au sud jusqu'à Soorts-Hossegor au nord concentre de nombreuses industries spécialisées dans la conception et la commercialisation de matériels de sports de glisse et aquatiques (surf, plongée, etc.). La société Na Pali (marques Roxy et Quiksilver) est, en particulier, présente dans la commune, qui profite en outre de l'intensification des flux transfrontaliers et devient une plate-forme logistique importante.
Le groupe Olano, transporteur frigorifique, a son siège à Saint-Jean-de-Luz où il emploie environ une centaine de personnes.
Les deux zones industrielles de Layatz et Jalday représentent en 2016 près de 2 300 emplois dans près de 250 entreprises.

#### Commerces
La commune possède un hypermarché Carrefour de 6 000 m2, des supermarchés Carrefour Market, et Lidl, un Leclerc Drive ainsi que de nombreux commerces de proximité des groupes Carrefour, VIVAL/Casino et Monoprix. De plus, dans la zone industrielle de Jalday se trouve un Gamm Vert à proximité immédiate du Carrefour.
Un McDonald's est implanté depuis 1996 à Saint Jean de Luz, restaurant qui a explosé deux fois en un an en 1996.

## Culture locale et patrimoine

### Lieux et monuments

#### Patrimoine religieux

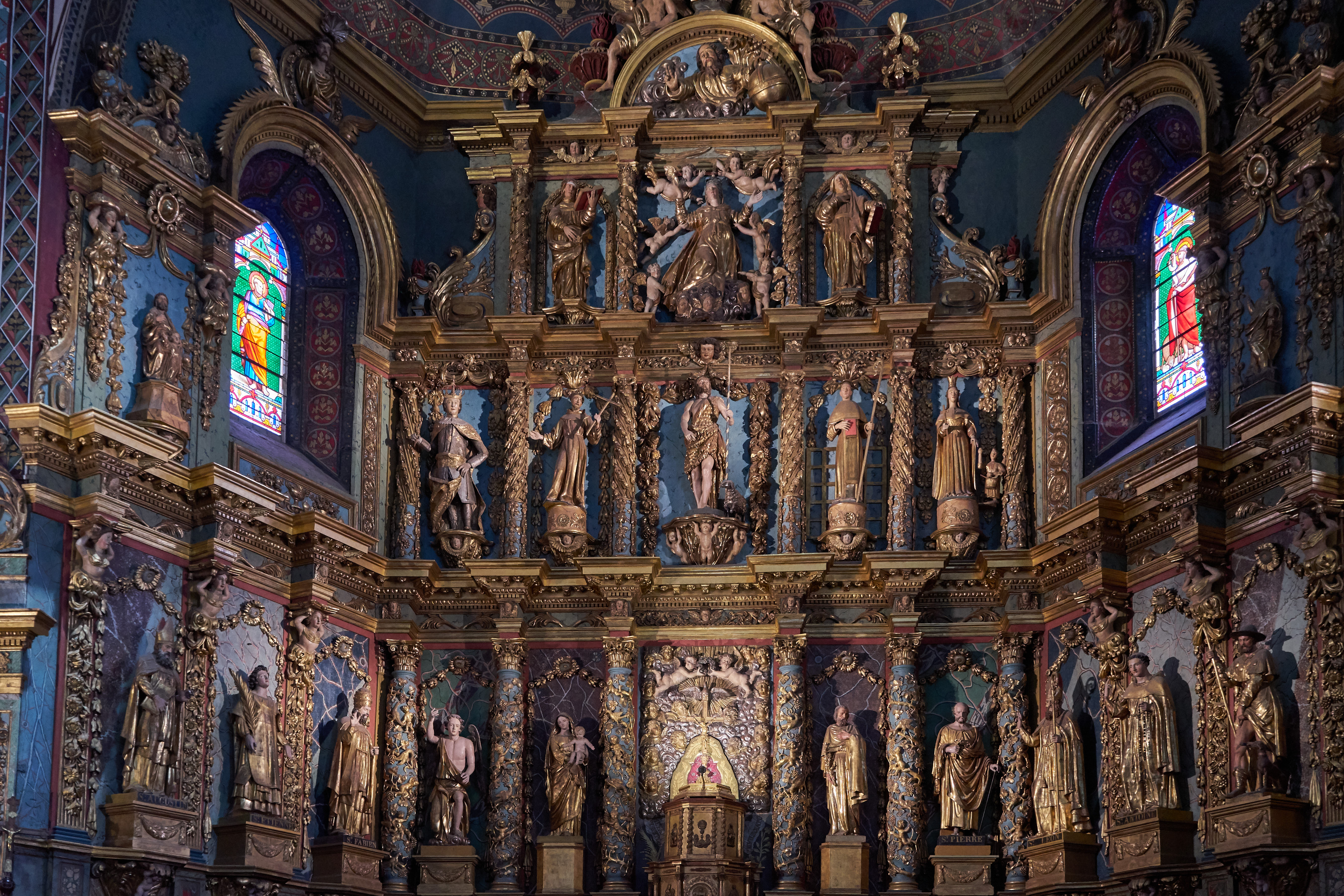
Le retable baroque de l'église.

L’église Saint-Jean-Baptiste, typiquement basque, a servi de cadre au mariage de Louis XIV avec l'infante d'Espagne. Elle recèle un riche mobilier inventorié par le ministère de la Culture (chaire à prêcher du XVIIe siècle, un bas-relief datant du XVIIe siècle et représentant saint Ambroise, un tableau de 1727 représentant l'adoration des mages, trois lustres de style Louis XIV du XVIIe siècle, deux aigles-lutrins du XVIIe siècle, un buffet d'orgue, du XVIIe siècle, un retable du maître-autel du XVIIe siècle, une broderie dite ornement de Louis XIV, une Vierge de Pitié en pierre datant du XVe siècle, un tableau du XVIIe siècle représentant le jugement du Christ, un tableau du XVIIe siècle représentant saint Bonaventure, les lambris de revêtement des fonts baptismaux du XVIIIe siècle, un antependium (parement d'autel) du XVIIe siècle, un tableau du XVIIe siècle représentant une décollation d'une sainte martyre, un chemin de croix et une Jeanne-d'Arc du sculpteur Real del Sarte, datant de 1950).

#### Patrimoine civil

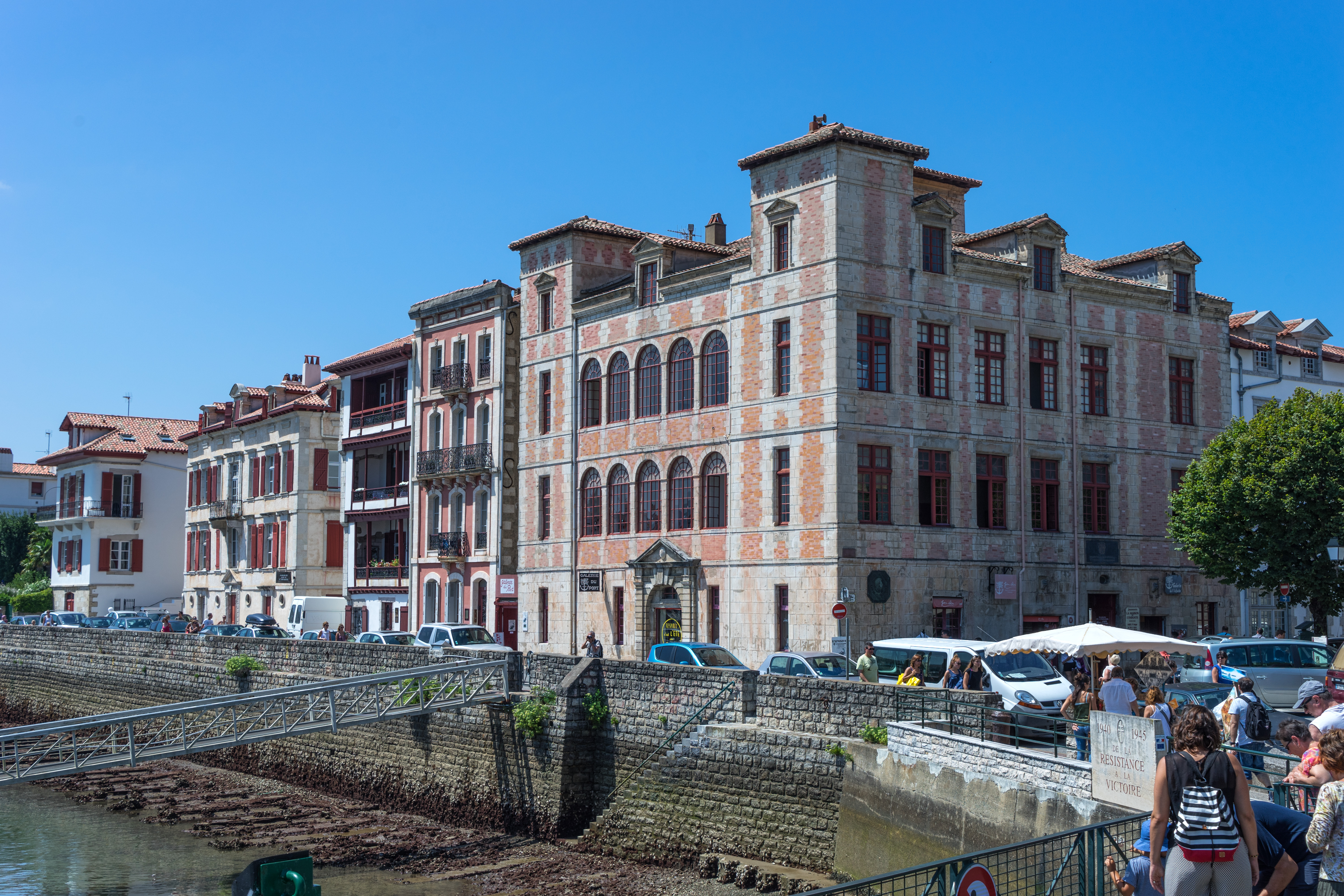
La maison de l'Infante.

La commune présente un ensemble de demeures dont la construction s’étale du XVe au XVIIe siècle. Ainsi, la maison Esquerrénéa, se dressant entre les rues de la République et de la Baleine, date de la fin du XVe siècle. La maison dite Lohobiague énéa ou maison Louis XIV, place Louis-XIV, date de 1643. Elle accueillit le roi Louis XIV pendant quelques jours à l'occasion de son mariage. Lorsqu'il arriva devant la foule au balcon, il lança des pièces sur lesquelles il était inscrit « Le Roi et seul le Roi ».[réf. nécessaire]
La maison dite de l'Infante ou maison Haraneder, fut la demeure d'Anne d'Autriche, où l'Infante Marie-Thérèse logea quelques nuits. Le nom initial de la maison est Joanoenia, c'est-à-dire la maison de Jeannot de Haraneder, d'une famille d'armateurs enrichis aux XVIIe et XVIIIe siècles, anoblie et alliée à la vieille noblesse de Macaye.
La maison Betbeder-Baïta, sise quai de l'Infante, date du XVIIe siècle. La maison Saint-Martin, rue Mazarin, date, elle, de 1713, et la maison dite des Pigeons blancs, rue de la République, est recensée aux monuments historiques.
Le phare du port, est classé monument historique, et fut construit par André Pavlovsky.
Le port détient deux bateaux de pêche au thon à la ligne, inventoriés par le ministère de la Culture, l’Aïrosa et le Patchiku.

### Patrimoine environnemental
Depuis 2008, la ville dispose du jardin botanique littoral Paul-Jovet.

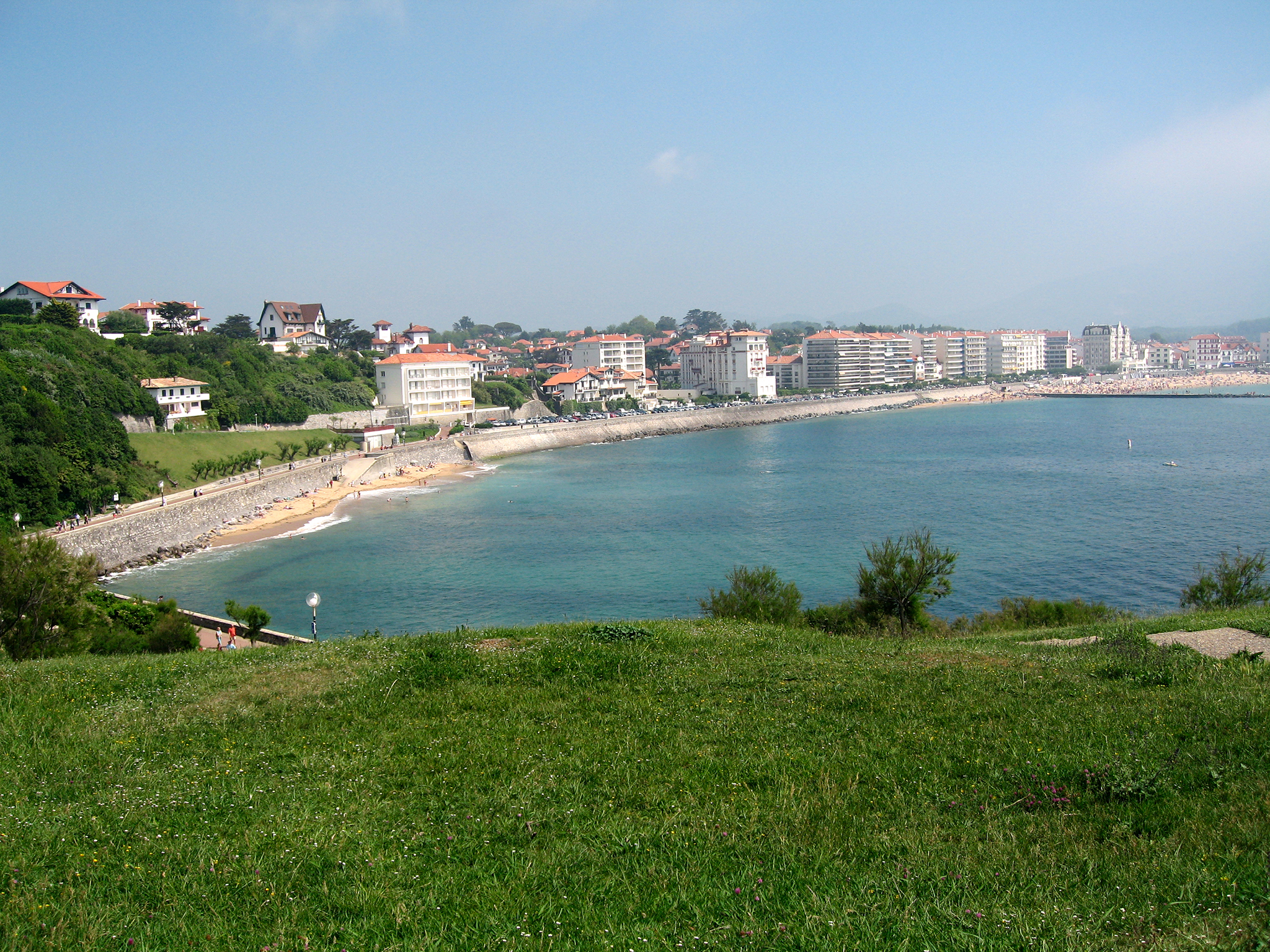
Baie vue de la colline de Sainte-Barbe.
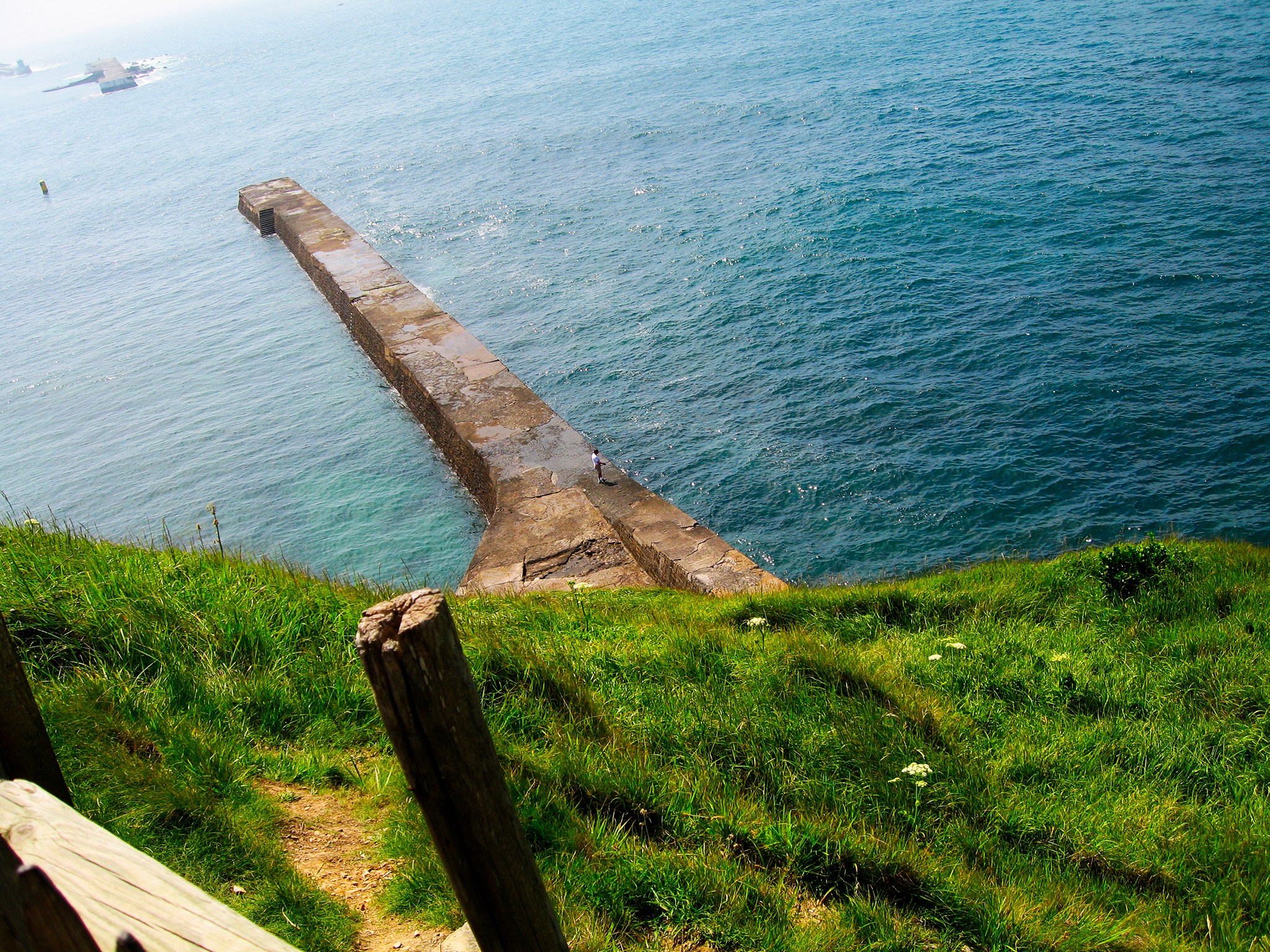
Digue de Sainte-Barbe.
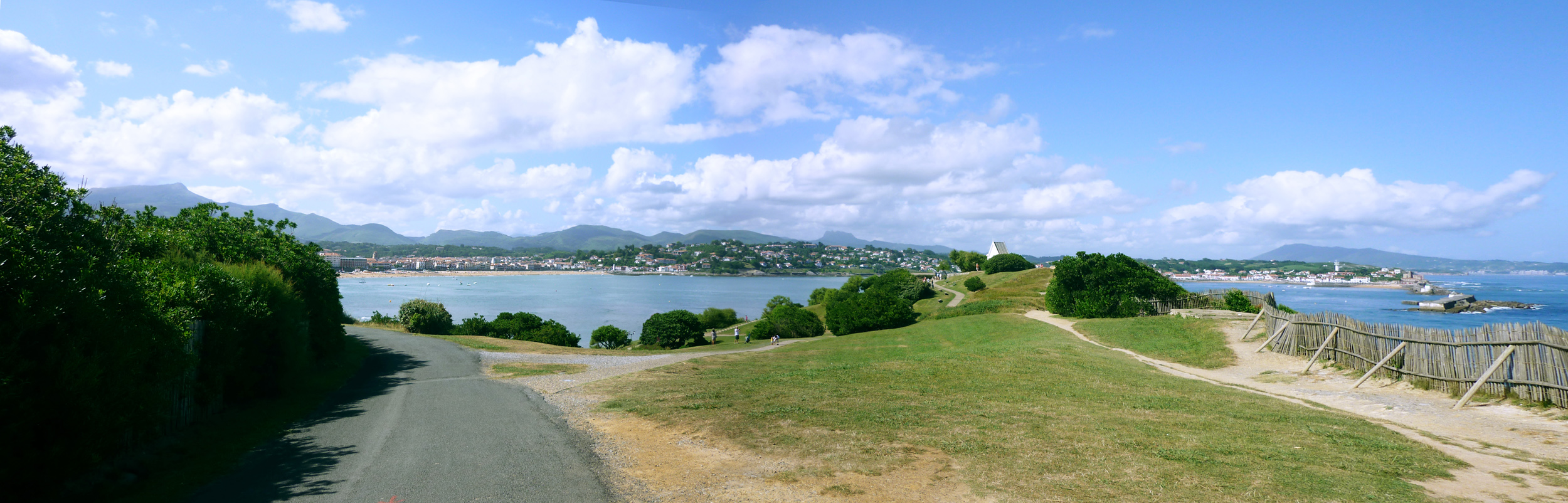
Colline de Sainte-Barbe.

### Patrimoine culturel

#### Langues
D'après la Carte des Sept Provinces Basques éditée en 1863 par le prince Louis-Lucien Bonaparte, le dialecte basque parlé à St-Jean de Luz est le labourdin.
Ville basque et cosmopolite tout à la fois, Saint-Jean-de-Luz est ouverte aux influences ibériques (écoles bilingues enseignant le castillan) et a connu dans le passé de nombreuses vagues d'immigration (Gascons, Bretons). Elle reste l'une des villes côtières où l'on entend encore fréquemment pratiquer le basque.

#### Loisirs et culture
Il y a une médiathèque en plein cœur de la ville.
Une université du temps libre et diverses troupes de théâtre et écoles de danse existent dans l'agglomération.
Quelques musées sont ouverts aux visiteurs, tels l’écomusée basque et la maison Louis-XIV.

#### Gastronomie
Le macaron est apparu sous l'impulsion d'un pâtissier, M. Adam, qui en offrit à Louis XIV pour son mariage en 1660. Depuis lors, les descendants du pâtissier perpétuent la tradition.
Le ttoro, soupe de poissons, est une spécialité de Saint-Jean-de-Luz.

#### Saint-Jean-de-Luz et la philatélie
En 1997, est émis un timbre de 3 francs, multicolore, sur les corsaires basques qui ont servi les rois de France pendant l'Ancien Régime. L'illustration représente deux corsaires et leur navire, entourant le paysage montagneux de la Rhune derrière le fort de la Socoa, à Ciboure. La vente anticipée avec oblitération 1er jour se déroule le 13 septembre à Saint-Jean-de-Luz. Le timbre porte le n° YT 3103.

#### Le casino
Le casino de Saint-Jean-de-Luz est situé au cœur de la station balnéaire face à la baie. Il fut édifié en 1927 par Robert Mallet-Stevens.

### Personnalités liées à la commune

#### Nées auXVIIIesiècle
- Jean-Louis-Xavier de Saint-Esteven, né le 14 septembre 1719 à Saint-Jean-de-Luz et mort à une date inconnue, ecclésiastique et homme politique, député du clergé aux États généraux de 1789.
- Jean d'Olabaratz, né en 1727 à Saint-Jean-de-Luz, officier de marine ;
- Pierre Nicolas de Haraneder, vicomte de Macaye, né à Saint-Jean-de-Luz en 1758 représentant du bailliage de Labourd (Ustaritz) aux États généraux de 1789 puis à l'Assemblée constituante ;
- Joachim Labrouche, né en 1769 à Hendaye et décédé en 1853 à Saint-Jean-de-Luz, est un homme politique français ;
- Antoine Rameaux colonel au 2e régiment d'infanterie légère

#### Nées auXIXesiècle
- Joseph Vincendon, général de division, grand-croix de la Légion d'honneur, né en 1833 à Brézins et décédé en 1909 à Saint-Jean-de-Luz ;
- Ernest William Hornung, né en 1866 à Middlesbrough (Royaume-Uni) et décédé en 1921 à Saint-Jean-de-Luz, est un écrivain britannique ;
- Jesús Fernández Duro, né en 1878 à La Felguera (Espagne), et mort en 1906 à Saint-Jean-de-Luz, est un aéronaute, chevalier de la Légion d'honneur française ;
- Louis Paulhan, né en 1883 à Pézenas et décédé en 1963 à Saint-Jean-de-Luz, est un pionnier français de l'aviation ;
- Gabriel Deluc, né en 1883 à Saint-Jean-de-Luz et décédé en 1916 à Souain-Perthes-lès-Hurlus, est un peintre français, héros de la Première Guerre mondiale ;
- Gaëtan Bernoville, né en 1889 à Saint-Jean-de-Luz et décédé en 1960 à Paris, est un journaliste et écrivain catholique, aussi auteur de livres sur le Pays Basque.
- Jean Sébédio, né en 1890 à Saint-Jean-de-Luz et décédé en 1951 à Carcassonne, est un joueur français de rugby à XV ayant évolué au sein du Stadoceste tarbais et de la sélection nationale ;
- André Pavlovsky, né en 1891 à Paris et décédé en 1961 à Saint-Jean-de-Luz, est un architecte français ;
- Ramiro Arrue, né en 1892 à Bilbao (Espagne) et décédé en 1971 à Saint-Jean-de-Luz, est un peintre, illustrateur, céramiste, qui a consacré toute son œuvre au Pays basque ;
- Pierre Etchebaster, né en 1893 à Saint-Jean-de-Luz et décédé en 1980, est un ancien joueur de paume, septuple champion du monde.

#### Nées auXXesiècle
- René Lacoste, né en 1904 à Paris et décédé en 1996 à Saint-Jean-de-Luz, est un champion de tennis français ;
- José Antonio Aguirre, né en 1904 à Bilbao (Espagne), décédé en 1960 à Paris et inhumé à Saint-Jean-de-Luz, est une figure politique du Pays basque ;
- María Teresa Roca de Togores, née en 1905 à Saint-Jean-de-Luz et décédée en 1989 à Madrid, est une écrivaine espagnole ;
- William Biehn, né à Metz en 1911 et décédé à Saint-Jean-de-Luz en 1997 est un peintre orientaliste ;
- Jean Larrieu, né en 1912 à Saint-Jean-de-Luz, décédé en 1969 est inhumé à Socoa, c'était un militaire français, héros de la France Libre, Jedburgh ;
- Jeannette Campbell, nageuse argentine née en 1916 à Saint-Jean-de-Luz, décédée en 2003 ;
- Michel Etcheverry, né en 1919 à Saint-Jean-de-Luz et décédé en 1999 à Paris, est un acteur français ;
- Jean Diharce, né en 1920 à Saint-Jean-de-Luz, est, sous le pseudonyme de Iratzeder, un poète basque ;
- Marie Sabouret, née en 1924 à La Rochelle et décédée en 1960 à Saint-Jean-de-Luz, est une actrice française ;
- Franz Duboscq, né en 1924 à Saint-Jean-de-Luz, est un homme politique français ;
- Jacques Pavlovsky, né en 1931 à Saint-Jean-de-Luz, est un photographe français ;
- Charles Ducasse, né en 1932 à Saint-Jean-de-Luz, est un footballeur français ;
- Philippe Ogouz, né en 1939 à Saint-Jean-de-Luz, est un comédien et metteur en scène français ;
- Miguel Boyer, né en 1939 à Saint-Jean-de-Luz, est un économiste et homme politique espagnol ;
- Michèle Alliot-Marie, née en 1946 à Villeneuve-le-Roi, est une femme politique qui fut maire de Saint-Jean-de-Luz de 1995 à 2002 ;
- André Darrieussecq, né en 1947 à Saint-Jean-de-Luz, est un joueur français de rugby à XV qui a joué pour le club de Saint-Jean-de-Luz olympique rugby et l'équipe nationale ;
- Nicolas Olano, né en 1951 à Saint-Jean-de-Luz, actuel PDG du groupe Olano, employant 1 200 personnes ;
- Bertrand Soubelet, né en 1959, général de corps d'armée de la Gendarmerie nationale ;
- Sophie Audouin-Mamikonian, née en 1961 à Saint-Jean-de-Luz, auteur de livres pour la jeunesse ;
- Zacarias Moussaoui, né en 1968 à Saint-Jean-de-Luz, est une personne condamnée pour terrorisme liée aux attentats du 11 septembre 2001 ;
- Bixente Lizarazu, né en 1969 à Saint-Jean-de-Luz, est un footballeur (champion du monde avec l'équipe de France en 1998 et champion d'Europe en 2000) ;
- Anne-Sophie Lapix, née en 1972 à Saint-Jean-de-Luz est une journaliste et présentatrice TV française ;
- Yoan Anthian, né en 1979 à Saint-Jean-de-Luz, est un joueur arménien de rugby à XV, qui joue en équipe d'Arménie de rugby à XV ;
- Patxi Garat, né en 1981 à Saint-Jean-de-Luz, est un auteur-compositeur-interprète français, découvert par la Star Academy (TV).
- Agnès Lassalle, professeur assassinée en 2023 dans un lycée de Saint-Jean-de-Luz[104].

### Héraldique
| Blason | Blasonnement : Coupé au I d'azur au vaisseau équipé de sable, voguant à pleines voiles d'argent sur une onde de même, la coque du vaisseau de sable brochant l'onde ; au II, de gueules au lion d'or couronné d'une couronne de vicomte du même ; parti d'azur à une crosse épiscopale d'argent posée en pal. Commentaires : ces armes ont été adoptées en 1992 par le conseil municipal. |